# Escultura cubista
La escultura cubista se desarrolló en paralelo con la pintura cubista, comenzando en París alrededor de 1909 con su fase protocubista y evolucionando hasta principios de la década de 1920. Al igual que la pintura cubista, la escultura tiene sus raíces en la reducción de los objetos pintados a planos componentes y sólidos geométricos de Paul Cézanne: cubos, esferas, cilindros y conos. Presentar fragmentos y facetas de objetos que pudieran interpretarse visualmente de diferentes maneras tuvo el efecto de "revelar la estructura" del objeto. La escultura cubista es esencialmente la representación dinámica de objetos tridimensionales en el lenguaje de la geometría no euclidiana, cambiando los puntos de vista del volumen o la masa en términos de superficies esféricas, planas e hiperbólicas.

## Historia
En el análisis histórico de la mayoría de los movimientos modernos, como el cubismo, ha habido una tendencia a sugerir que la escultura fue posterior a la pintura. Es común encontrar escritos sobre escultores dentro del movimiento cubista, mientras que los escritos sobre la escultura cubista se basan en la pintura, y no ofrecen a la escultura nada más que un papel secundario. 
Es mejor, escribe Penelope Curtis, "observar lo que es escultórico en el cubismo. La pintura cubista es una traducción casi escultórica del mundo exterior; la escultura asociada a ella traduce la pintura cubista de nuevo a una semi-realidad".  Los intentos de separar pintura y escultura, incluso en 1910, son muy difíciles. "Si los pintores utilizaban la escultura para sus propios fines, los escultores también explotaban la nueva libertad", escribe Curtis, "y deberíamos examinar lo que los escultores tomaron del discurso de la pintura y por qué. A largo plazo, podríamos leer estos acontecimientos como el comienzo de un proceso en el que la escultura se expande, conquistando el territorio de la pintura y luego de otros, para adquirir cada vez más importancia en este siglo". 
Cada vez más, los pintores reivincaban medios escultóricos para resolver problemas en sus pinturas. Las esculturas de papel de Braque de 1911, por ejemplo, pretendían aclarar y enriquecer su lenguaje pictórico. "Esto ha significado", según Curtis, "que hemos tendido a ver la escultura a través de la pintura, e incluso a ver a los pintores como si fueran cazadores furtivos de la escultura. Esto se debe en gran medida a que leemos a Gauguin, Degas, Matisse y Picasso como pintores incluso cuando vemos sus esculturas, pero también a que sus esculturas a menudo merecen ser mencionadas tanto como pinturas como esculturas". 
Una pintura tiene como objetivo tanto capturar la tridimensionalidad palpable del mundo revelado a la retina como atraer la atención hacia sí misma como un objeto bidimensional, de modo que sea a la vez una representación y un objeto en sí misma.  Tal es el caso de Cabeza de mujer (Fernande) de Picasso (1909-10), a menudo considerada la primera escultura cubista.  Sin embargo, Cabeza de mujer, escribe Curtis, "había revelado principalmente cómo el cubismo era más interesante en la pintura (donde mostraba en dos dimensiones cómo representar tres dimensiones) que en la escultura".  La Cabeza de mujer de Picasso fue menos aventurera que su pintura de 1909 y años posteriores. 
Aunque es difícil definir qué puede llamarse propiamente una "escultura cubista", la Cabeza de Picasso (1909-10) presenta las características del cubismo temprano en el sentido de que las diversas superficies que constituyen el rostro y el cabello están divididas en fragmentos irregulares que se juntan en ángulos agudos, lo que hace prácticamente ilegible el volumen básico de la cabeza que se encuentra debajo. Estas facetas son obviamente una traducción de dos a tres dimensiones de los planos rotos de las pinturas de Picasso de 1909-10. 
Según el historiador de arte Douglas Cooper, "La primera escultura verdaderamente cubista fue la impresionante Cabeza de mujer de Picasso, modelada en 1909-10, una contraparte en tres dimensiones de muchas cabezas analíticas y facetadas similares en sus pinturas de la época". 
Se ha sugerido que, a diferencia de los pintores cubistas, los escultores cubistas no crearon un nuevo arte del "espacio-tiempo". A diferencia de una pintura plana, la escultura en alto relieve, por su naturaleza volumétrica, nunca podría limitarse a un solo punto de vista. Por lo tanto, como destaca Peter Collins, es absurdo afirmar que la escultura cubista, como la pintura, no se limitaba a un único punto de vista. 
El concepto de escultura cubista puede parecer "paradójico", escribe George Heard Hamilton, "porque la situación cubista fundamental era la representación en una superficie bidimensional de un espacio multidimensional al menos teóricamente imposible de ver o de representar en las tres dimensiones del espacio real; la tentación de pasar de un diagrama pictórico a su realización espacial resultó irresistible". 

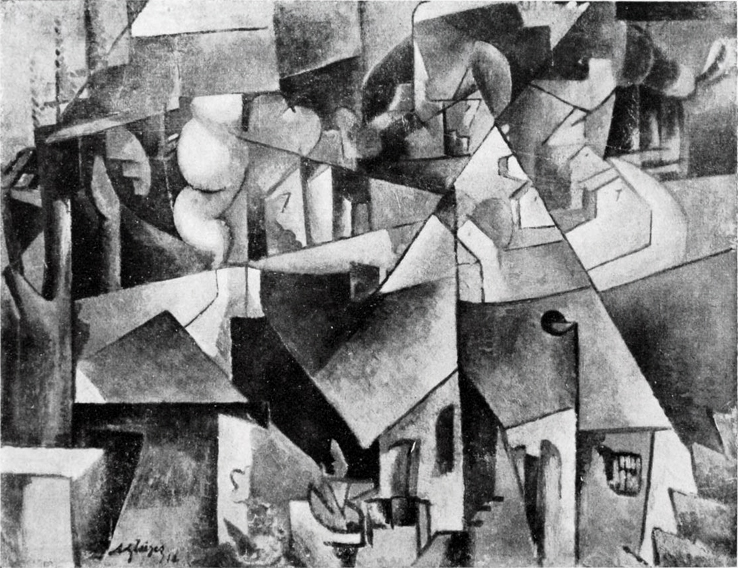
Albert Gleizes, 1912, Paysage près de paris, óleo sobre lienzo, 72,8 x 87,1 cm, desaparecido en Hannover, Alemania desde 1937

Ahora liberado de la relación uno a uno entre una coordenada fija en el espacio capturada en un único momento en el tiempo asumida por la perspectiva clásica del punto de fuga, el escultor cubista, al igual que el pintor, quedó libre para explorar nociones de simultaneidad, mediante las cuales varias posiciones en el espacio capturadas en intervalos de tiempo sucesivos podían representarse dentro de los límites de una única obra de arte tridimensional. 
La “simultaneidad” y la “perspectiva múltiple” no fueron las únicas características del cubismo. En Du "Cubisme", los pintores Albert Gleizes y Jean Metzinger escriben:
"Algunos, y no los menos inteligentes, ven el fin de nuestra técnica en el estudio exclusivo de los volúmenes. Si añadieran que basta, siendo las superficies los límites de los volúmenes y las líneas los de las superficies, imitar un contorno para representar un volumen, podríamos estar de acuerdo con ellos; pero sólo piensan en la sensación de relieve, que nosotros consideramos insuficiente. No somos ni geómetras ni escultores: para nosotros las líneas, las superficies y los volúmenes no son más que modificaciones de la noción de plenitud. Imitar únicamente los volúmenes sería negar estas modificaciones en beneficio de una intensidad monótona. Es como renunciar de inmediato a nuestro deseo de variedad. Entre los relieves indicados escultóricamente, debemos ingeniárnoslas para insinuar esos rasgos menores que se sugieren pero no se definen."
Más sorprendente aún, escribe John Adkins Richardson, "es el hecho de que los artistas que participaron en el movimiento [cubista] no sólo crearon una revolución, sino que la superaron, creando otros estilos de una increíble variedad y disimilitud, e incluso idearon nuevas formas y técnicas en la escultura y las artes cerámicas". 
«La escultura cubista», escribe Douglas Cooper, «debe ser discutida al margen de la pintura porque siguió otros caminos, a veces similares pero nunca paralelos». 
"Pero no es raro que el escultor y el pintor alteren el equilibrio de la obra de otros haciendo cosas que están fuera de tono o de proporción." (Arthur Jerome Eddy)
El uso de puntos de vista divergentes para representar las características de los objetos o temas se convirtió en un factor central en la práctica de todos los cubistas, lo que llevó a la afirmación, como señaló el historiador de arte Christopher Green, "de que el arte cubista era esencialmente conceptual más que perceptivo". Jean Metzinger y Albert Gleizes en sus escritos de 1912, junto con los escritos del crítico Maurice Raynal, fueron los más responsables del énfasis dado a esta afirmación. Raynal argumentó, haciéndose eco de Metzinger y Gleizes, que el rechazo de la perspectiva clásica en favor de la multiplicidad representaba una ruptura con la "instantaneidad" que caracterizaba al impresionismo. La mente ahora dirigía la exploración óptica del mundo. La pintura y la escultura ya no sólo registraban sensaciones generadas por el ojo, sino que eran resultado de la inteligencia tanto del artista como del observador. Se trató de una investigación móvil y dinámica que exploró múltiples facetas del mundo.

## Escultura protocubista

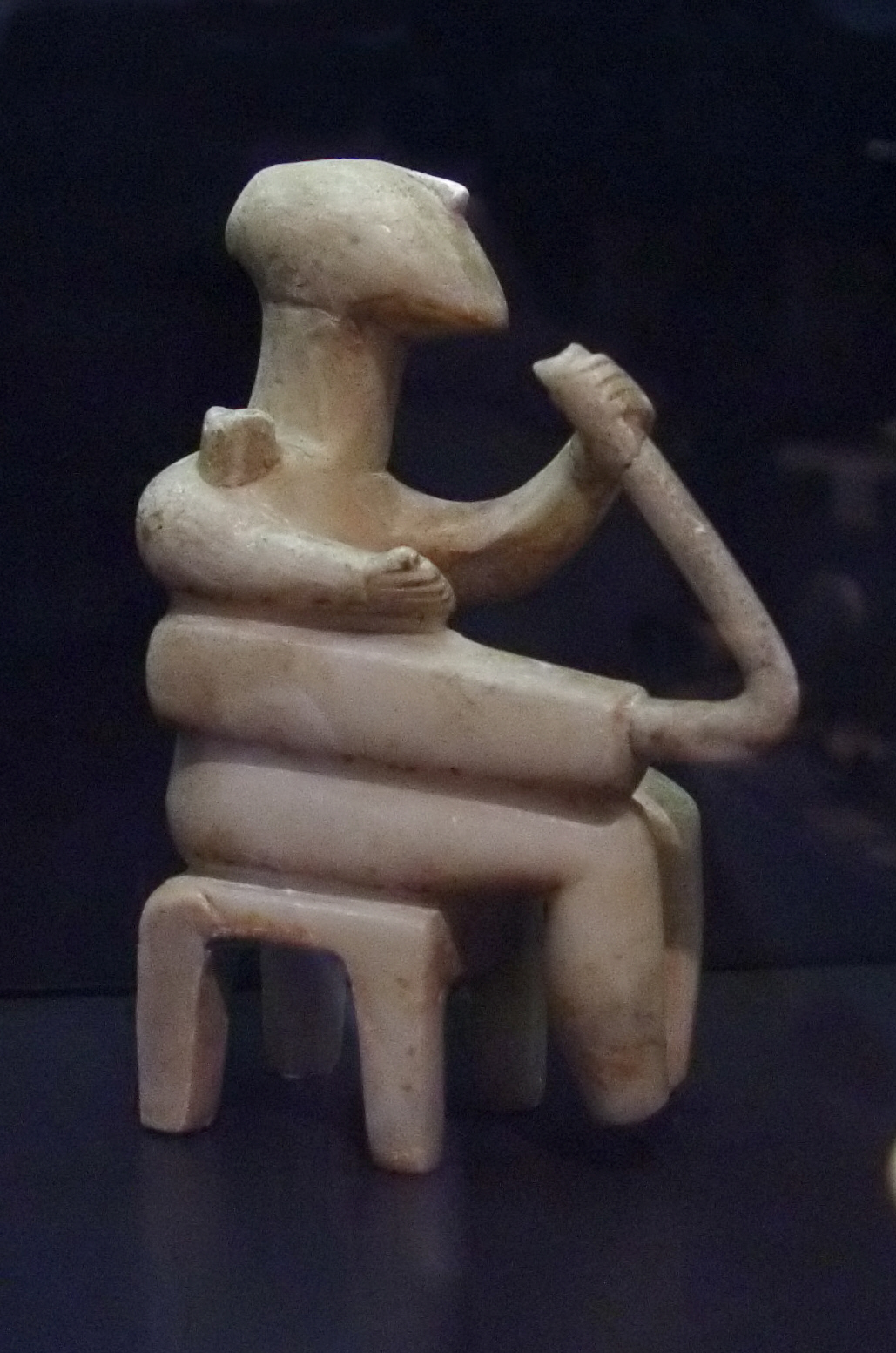
Arte cicládico temprano, período II, Arpista, mármol, Al. 13,5 cm, An. 5,7 cm, Pr. 10,9 cm, figura cicládica, Edad del Bronce, tipo spedos temprano, Badisches Landesmuseum, Karlsruhe, Alemania

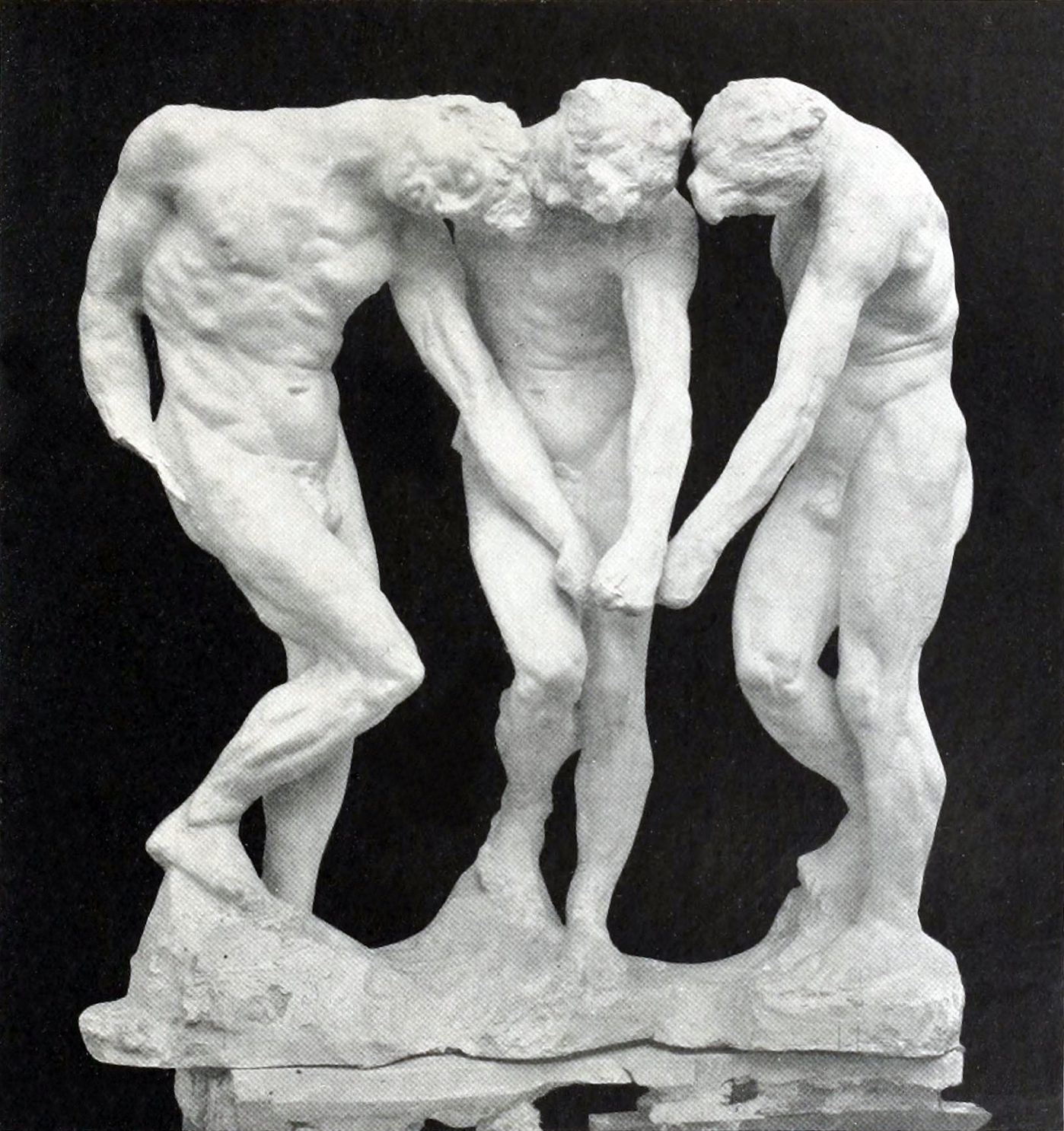
Auguste Rodin, antes de 1886, Las tres sombras, yeso, 97 x 91,3 x 54,3 cm. En la Divina comedia de Dante, las sombras, es decir, las almas de los condenados, se encuentran a la entrada del infierno, señalando una inscripción inequívoca: “Abandonad toda esperanza todos los que entráis aquí”. Rodin reunió tres figuras idénticas que parecen girar alrededor del mismo punto.

Los orígenes de la escultura cubista son tan diversos como los orígenes de la pintura cubista, y resultan de una amplia gama de influencias, experimentos y circunstancias, más que de una sola fuente. Con raíces que se remontan al antiguo Egipto, Grecia y África, el período protocubista (que abarca tanto la pintura como la escultura) se caracteriza por la geometrización de la forma. Se trata esencialmente de la primera fase experimental y exploratoria, en forma tridimensional, de un movimiento artístico conocido desde la primavera de 1911 como cubismo.
Las influencias que caracterizan la transición de la escultura clásica a la moderna abarcan desde diversos movimientos artísticos (postimpresionismo, simbolismo, Les Nabis y neoimpresionismo), hasta las obras de artistas individuales como Auguste Rodin, Aristide Maillol, Antoine Bourdelle, Charles Despiau, Constantin Meunier, Edgar Degas, Paul Cézanne, Georges Seurat y Paul Gauguin (entre otros), pasando por el arte africano, el arte egipcio, el arte griego antiguo, el arte oceánico, el arte nativo americano y el arte esquemático ibérico.
Antes de la llegada del cubismo, los artistas habían cuestionado el tratamiento de la forma inherente al arte desde el Renacimiento. Eugène Delacroix, el romanticismo, Gustave Courbet, el realismo artístico, y prácticamente todos los impresionistas habían abandonado el clasicismo en favor de la sensación inmediata. La expresión dinámica favorecida por estos artistas presentó un desafío a los medios tradicionales de expresión estáticos.
En su obra de 1914 Cubistas y postimpresionismo, Arthur Jerome Eddy hace referencia a Auguste Rodin y su relación con el postimpresionismo y el cubismo:
La verdad es que hay más cubismo en las grandes pinturas de lo que soñamos, y las extravagancias de los cubistas pueden servir para abrirnos los ojos a bellezas que siempre hemos sentido sin comprender del todo.

 Tomemos, por ejemplo, las obras más fuertes de Winslow Homer; la fuerza reside en la manera grande y elemental en que el artista plasmó sus impresiones en líneas y masas que se alejaban ampliamente de las reproducciones fotográficas de escenas y personas.
Los bronces de Rodin exhiben estas mismas cualidades elementales, cualidades que son llevadas a extremos violentos en la escultura cubista. Pero ¿no será acaso profundamente cierto que estos mismos extremos, estas mismas extravagancias, al hacernos parpadear y frotarnos los ojos, terminan en una mejor comprensión y apreciación de una obra como la de Rodin?

 Su Balzac es, en un sentido profundo, su obra más colosal y, al mismo tiempo, la más elemental. En su sencillez, en su uso de planos y masas, es —podríamos decir, sólo a modo de ilustración— cubista, sin ninguna de las extravagancias del cubismo. Es puramente postimpresionista. 

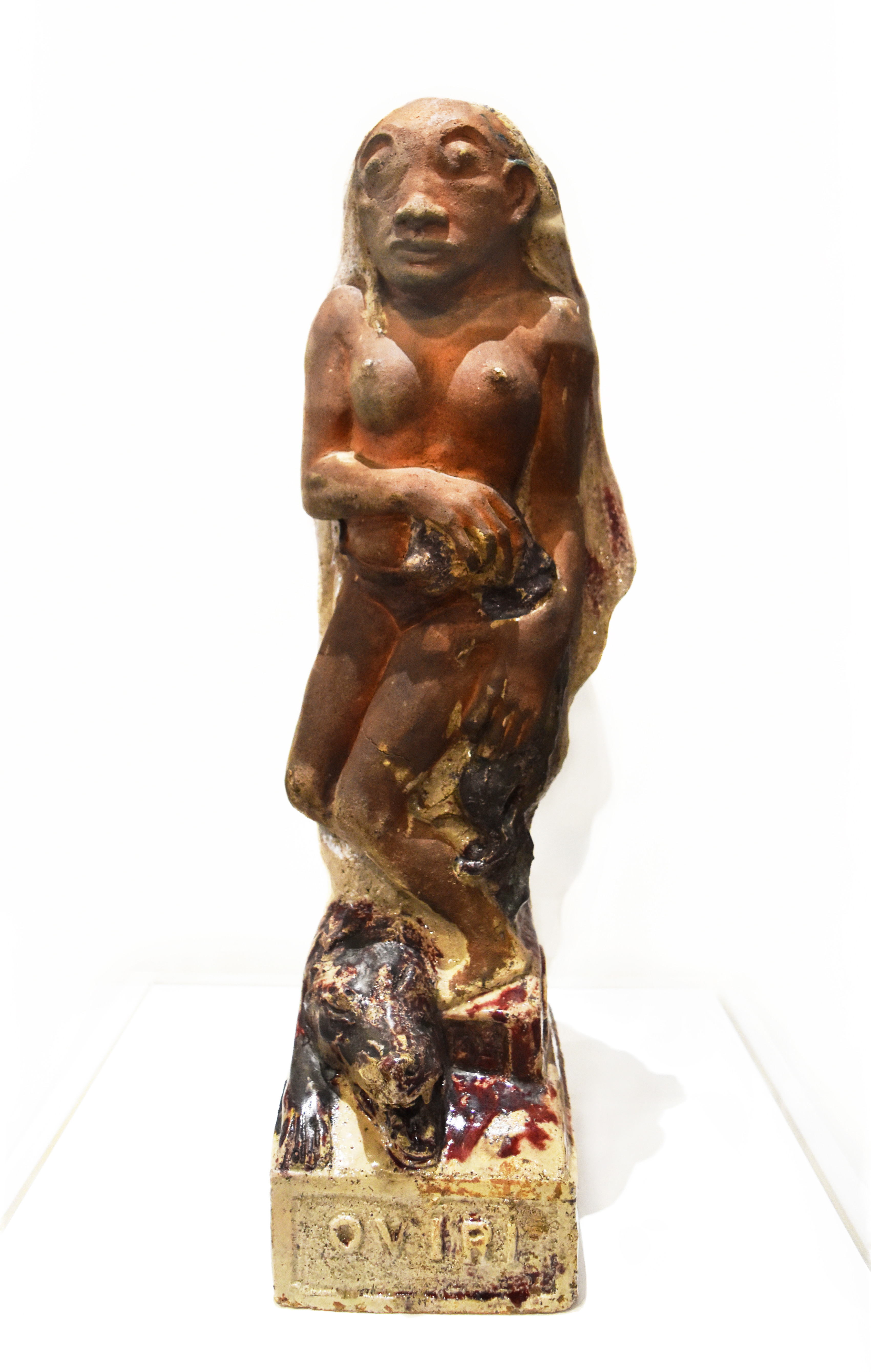
Paul Gauguin, 1894, Oviri (Sauvage), gres parcialmente esmaltado, 75 x 19 x 27 cm, Museo de Orsay, París. El tema de Oviri es la muerte, el salvajismo, la naturaleza salvaje. Oviri se encuentra junto a una loba muerta, mientras aplasta la vida de su cachorro. Como escribió Gauguin a Odilon Redon, se trata de "vida en la muerte". Visto de atrás, Oviri parece el Balzac de Auguste Rodin, una especie de menhir que simboliza el torrente de creatividad.

Varios factores movilizaron el cambio de una forma de arte representativa a una cada vez más abstracta; un factor muy importante se encontraría en las obras de Paul Cézanne y su interpretación de la naturaleza en términos del cilindro, la esfera y el cono.  Además de su tendencia a simplificar la estructura geométrica, Cézanne se preocupó por reproducir el efecto del volumen y el espacio. Sin embargo, el alejamiento de Cézanne del clasicismo se resumiría mejor en el complejo tratamiento de las variaciones de superficie (o modulaciones) con planos cambiantes superpuestos, contornos aparentemente arbitrarios, contrastes y valores combinados para producir un efecto de facetado plano. En sus obras posteriores, Cézanne consigue una mayor libertad, con facetas más grandes, más audaces, más arbitrarias, con resultados dinámicos y cada vez más abstractos. A medida que los planos de color adquieren mayor independencia formal, los objetos y estructuras definidos comienzan a perder su identidad. 
Los artistas de vanguardia que trabajaban en París habían comenzado a reevaluar su propio trabajo en relación con el de Cézanne después de una retrospectiva de sus pinturas en el Salón de otoño de 1904 y exposiciones de su obra en el Salón de otoño de 1905 y 1906, seguidas de dos retrospectivas conmemorativas después de su muerte en 1907. La influencia generada por la obra de Cézanne, en combinación con el impacto de diversas culturas, sugiere un medio por el cual los artistas (incluidos Oleksandr Arjípenko, Constantin Brâncuși, Georges Braque, Joseph Csaky, Robert Delaunay, Henri Le Fauconnier, Albert Gleizes, Fernand Léger, Jean Metzinger, Amedeo Modigliani y Pablo Picasso) hicieron la transición a diversas formas de cubismo.
Sin embargo, el extremo en el que los pintores y escultores cubistas exageraron las distorsiones creadas por el uso de la perspectiva múltiple y la representación de las formas en términos de planos en la obra tardía de Paul Cézanne, condujo a un cambio fundamental en la estrategia formal y la relación entre el artista y el sujeto no anticipado por Cézanne.

### África, arte egipcio, griego e ibérico

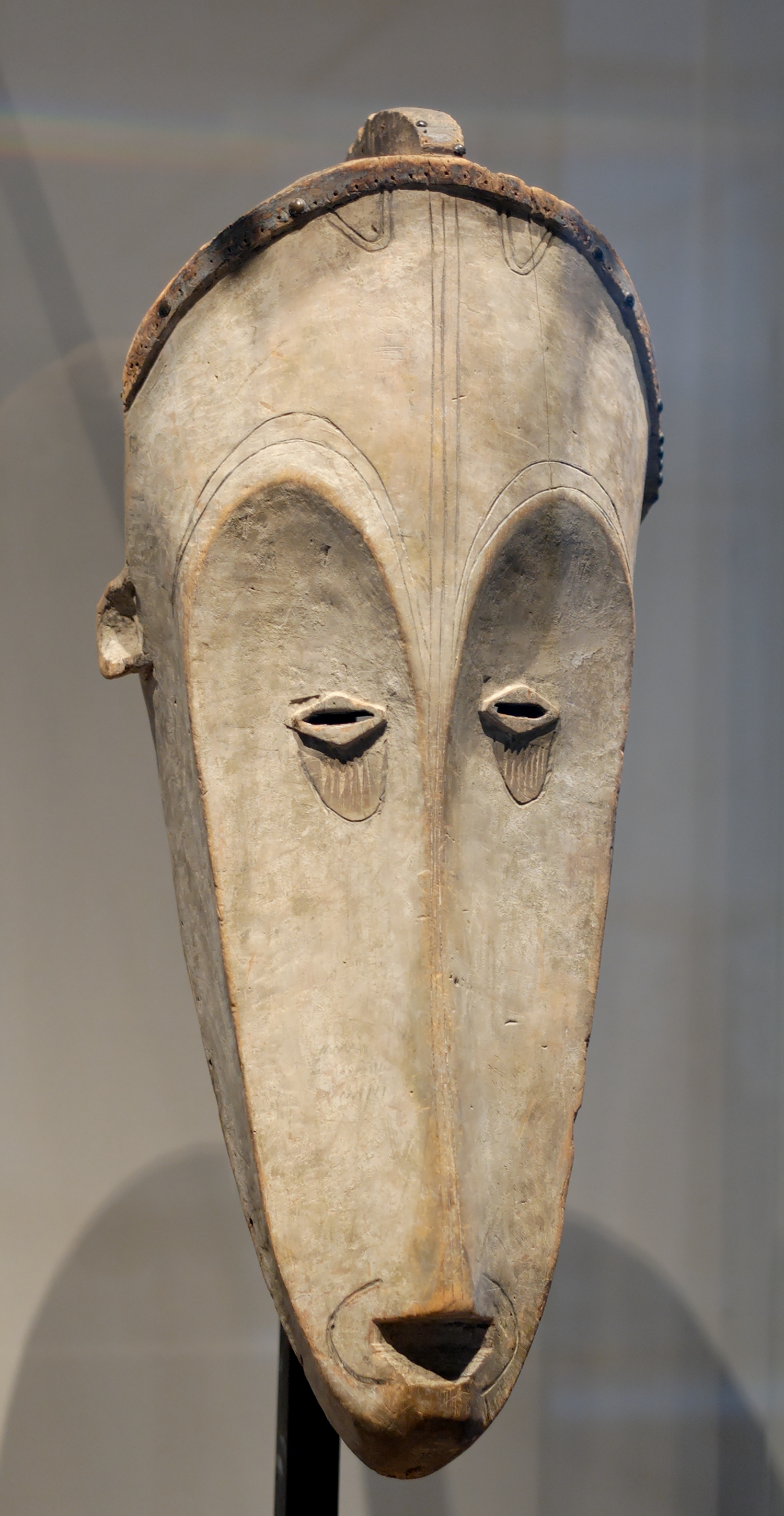
Máscara del pueblo beti-pahuin africano similar en estilo a las que Picasso vio en París antes de pintar Las señoritas de Avignon

Otro factor en el cambio hacia la abstracción fue la creciente exposición al arte prehistórico y al arte producido por varias culturas: arte africano, arte cicládico, arte oceánico, arte de las Américas, el arte del antiguo Egipto, escultura ibérica y arte esquemático ibérico. Artistas como Paul Gauguin, Henri Matisse, André Derain, Henri Rousseau y Pablo Picasso se inspiraron en la cruda potencia y la simplicidad estilística de las obras de arte producidas por estas culturas. 
Hacia 1906, Picasso conoció a Matisse a través de Gertrude Stein, en un momento en el que ambos artistas habían adquirido recientemente un interés por el arte indígena, la escultura ibérica y las máscaras africanas. Se convirtieron en rivales amistosos y compitieron entre sí a lo largo de sus carreras, lo que quizás llevó a Picasso a entrar en un nuevo período en su obra en 1907, marcado por la influencia del arte etnográfico. Las pinturas de Picasso de 1907 han sido caracterizadas como protocubistas, como Las señoritas de Avignon, el antecedente del cubismo. 
La influencia africana, que introdujo simplificaciones anatómicas, junto con rasgos expresivos que recuerdan a El Greco, son el punto de partida generalmente asumido para el protocubismo de Picasso. Comenzó a trabajar en los estudios para Las señoritas de Avignon después de una visita al museo etnográfico del Palacio del Trocadero. Pero eso no fue todo, además de otras influencias de los simbolistas, Pierre Daix exploró el cubismo de Picasso desde una posición formal en relación con las ideas y obras de Claude Lévi-Strauss sobre el tema del mito. Y también, sin duda, escribe Podoksik, el protocubismo de Picasso no surgió de la apariencia externa de los acontecimientos y las cosas, sino de grandes sentimientos emocionales e instintivos, de las capas más profundas de la psique.  
Los artistas europeos (y coleccionistas de arte) apreciaban los objetos de diferentes culturas por sus rasgos estilísticos definidos como atributos de expresión primitiva: ausencia de perspectiva clásica, contornos y formas simples, presencia de signos simbólicos, incluido el jeroglífico, distorsiones figurativas emotivas y ritmos dinámicos generados por patrones ornamentales repetitivos.
Éstos fueron los atributos estilísticos profundamente energizantes, presentes en las artes visuales de África, Oceanía y las Américas, que atrajeron no sólo a Picasso, sino a muchos de los vanguardistas parisinos que transitaron por una fase protocubista. Mientras algunos profundizaron en los problemas de la abstracción geométrica, llegando a ser conocidos como cubistas, otros como Derain y Matisse eligieron caminos diferentes. Y otros, como Brâncuși y Modigliani, expusieron con los cubistas y aun así desafiaron la clasificación como cubistas.
En The Rise if Cubism (El ascenso del cubismo), Daniel Henry Kahnweiler escribe sobre las similitudes entre el arte africano con la pintura y la escultura cubistas:
En los años 1913 y 1914 Braque y Picasso intentaron eliminar el uso del color como claroscuro, que aún persistía en cierta medida en su pintura, fusionando pintura y escultura. En lugar de tener que demostrar mediante sombras cómo un plano se sitúa encima o delante de un segundo plano, ahora podrían superponer los planos uno sobre el otro e ilustrar la relación directamente. Los primeros intentos de hacer esto se remontan a mucho tiempo atrás. Picasso ya había iniciado una empresa similar en 1909, pero como lo hizo dentro de los límites de una forma cerrada, estaba destinada al fracaso. El resultado fue una especie de bajorrelieve coloreado. Sólo en una forma plana y abierta se pudo realizar esta unión de pintura y escultura. A pesar de los prejuicios actuales, este esfuerzo por aumentar la expresión plástica mediante la colaboración de ambas artes debe ser aprobado calurosamente: de ello seguramente resultará un enriquecimiento de las artes plásticas. Desde entonces, numerosos escultores, como Lipchitz, Laurens y Arjípenko, han retomado y desarrollado esta pintura-escultura. Esta forma no es enteramente nueva en la historia de las artes plásticas. Los negros de Costa de Marfil han utilizado un método de expresión muy similar en sus máscaras de danza. Se construyen de la siguiente manera: un plano completamente plano forma la parte inferior de la cara; a éste se une la frente alta, a veces igualmente plana, a veces ligeramente inclinada hacia atrás. Mientras que la nariz se añade como una simple tira de madera, dos cilindros sobresalen unos ocho centímetros para formar los ojos y un hexaedro ligeramente más corto forma la boca. Las superficies frontales del cilindro y del hexaedro están pintadas y el cabello está representado por rafia. Es cierto que la forma sigue estando cerrada aquí, pero no es la misma. forma "real", sino más bien un esquema formal estricto de fuerza plástica primigenia. También aquí encontramos un esquema de formas y “detalles reales” (los ojos, la boca y el cabello pintados) como estímulos. El resultado en la mente del espectador, el efecto deseado, es un rostro humano”. 
Al igual que en la pintura, la escultura cubista tiene sus raíces en la reducción de objetos pintados a planos componentes y sólidos geométricos (cubos, esferas, cilindros y conos) de Paul Cézanne junto con las artes de diversas culturas. En la primavera de 1908, Picasso trabajó en la representación de la forma tridimensional y su posición en el espacio sobre una superficie bidimensional. "Picasso pintó figuras que se parecían a esculturas del Congo", escribió Kahnweiler, "y naturalezas muertas de la forma más simple. Su perspectiva en estas obras es similar a la de Cézanne".

## Estilos cubistas
Los diversos estilos del cubismo se han asociado con los experimentos formales de Georges Braque y Pablo Picasso exhibidos exclusivamente en la galería Kahnweiler. Sin embargo, se han formado visiones contemporáneas alternativas sobre el cubismo en cierta medida como respuesta a los cubistas de Salón más publicitados (Jean Metzinger, Albert Gleizes, Robert Delaunay, Henri Le Fauconnier, Fernand Léger, Oleksandr Arjípenko y Joseph Csaky), cuyos métodos e ideas eran demasiado distintos de los de Braque y Picasso como para ser considerados meramente secundarios a ellos.  La escultura cubista, al igual que la pintura cubista, es difícil de definir. El cubismo en general no puede considerarse definitivamente ni un estilo, ni el arte de un grupo específico, ni siquiera un movimiento específico. "Abarca trabajos muy dispares y se aplica a artistas de distintos ámbitos". (Christopher Green) 
Los escultores artistas que trabajaban en Montparnasse adoptaron rápidamente el lenguaje de la geometría no euclidiana, representando objetos tridimensionales cambiando los puntos de vista y el volumen o la masa en términos de planos y superficies curvas o planas sucesivas. La Mujer caminando de Oleksandr Arjípenko de 1912 se cita como la primera escultura moderna con un vacío abstracto, es decir, un agujero en el medio. Joseph Csaky, después de Arjípenko, fue el primer escultor que se unió a los cubistas, con quienes expuso a partir de 1911. A ellos se unieron Raymond Duchamp-Villon (1876-1918), cuya carrera se vio truncada por su muerte en el servicio militar, y luego, en 1914, Jacques Lipchitz, Henri Laurens y más tarde Ossip Zadkine.  
Según Herbert Read, esto tiene el efecto de "revelar la estructura" del objeto, o de presentar fragmentos y facetas del objeto para ser interpretados visualmente de diferentes maneras. Ambos efectos se transfieren a la escultura. Aunque los propios artistas no utilizaban estos términos,  la distinción entre "cubismo analítico" y "cubismo sintético" también podía verse en la escultura, escribe Read (1964): "En el cubismo analítico de Picasso y Braque, el propósito definido de la geometrización de los planos es enfatizar la estructura formal del motivo representado. En el cubismo sintético de Juan Gris, el propósito definido es crear un patrón formal efectivo, siendo la geometrización un medio para este fin". 

### Oleksandr Arjípenko
Oleksandr Arjípenko estudió figuras egipcias y griegas arcaicas en el Louvre en 1908 cuando llegó a París. Fue "el primero", según Barr, "en trabajar seria y consistentemente en el problema de la escultura cubista". Su torso titulado "Héroe" (1910) parece relacionado estilísticamente con Las señoritas de Avignon de Picasso, "pero en su enérgica torsión tridimensional es completamente independiente de la pintura cubista". (Barr) 
Arjípenko evolucionó en estrecho contacto con los cubistas del Salón (Jean Metzinger, Albert Gleizes, Henri Le Fauconnier, Robert Delaunay, Joseph Csaky y otros). Al mismo tiempo, sus afinidades con el futurismo fueron documentadas por la revista británica The Sketch en octubre de 1913, donde su obra Dancers, reproducida en su portada, fue descrita como una "escultura futurista".  “En esta obra”, escribe Alexandra Keiser, “dos figuras abstractas se encuentran enzarzadas en un movimiento de danza dinámico”. Además, el claroscuro observado en la reproducción fotográfica “acentuó el uso multifacético que hace la artista del espacio positivo y negativo como elemento compositivo para crear un movimiento dinámico, tanto en la fragmentación de los cuerpos de los bailarines como en el vacío creado entre ellos”. En la reproducción fotográfica de Dancers, escribe Keiser, "la escultura está colocada en un ángulo que refuerza la idea de dinamismo y crea la ilusión de que la escultura se propulsa a través del espacio. La escultura Dancers en sí, así como el estilo de su reproducción, juegan fuertemente con las nociones generalizadas del futurismo y con la idea de que la escultura podría ser concebida como un medio específicamente moderno". 
Herwarth Walden, del periódico Der Sturm de Berlín, describió a Arjípenko como «el escultor más importante de nuestro tiempo».  Walden también promovió a Arjípenko como el escultor expresionista más destacado. Antes de la Primera Guerra Mundial, el expresionismo abarcaba varias definiciones y conceptos artísticos. Walden utilizó el término para describir los movimientos de arte moderno, incluido el futurismo y el cubismo. 
La Mujer con abanico (1914) de Arjípenko combina esculturas en alto relieve con colores pintados (policromía) para crear sorprendentes ilusiones de espacio volumétrico. Experimentando con el juego dinámico de superficies convexas y cóncavas, Arjípenko creó obras como Mujer peinándose (1915). Dependiendo del movimiento alrededor de la escultura y de los efectos de la iluminación, las superficies cóncavas y convexas parecen sobresalir o retroceder alternativamente. Su uso de vacíos escultóricos se inspiró en La evolución creadora (1907) del filósofo Henri Bergson sobre las distorsiones de nuestra comprensión de la realidad y cómo nuestro intelecto tiende a definir circunstancias imprevistas de manera positiva o negativa. 'Si la realidad presente no es la que buscamos, hablamos de ausencia de esta realidad buscada allí donde encontramos la presencia de otra'. "Los vacíos escultóricos de Arjípenko", escriben Antliff y Leighten, "nos permiten llenar este vacío ilusorio con nuestra propia conciencia duracional". 
En 1914, Arthur Jerome Eddy examinó lo que hacía que la escultura de Arjípenko, Vida familiar, exhibida en el Armory Show, fuera única, poderosa, moderna y cubista:
En su Vida familiar, el grupo de hombre, mujer y niño, Arjípenko subordinó deliberadamente todo pensamiento de belleza de la forma a un intento de realizar en piedra la relación en la vida que está en la base misma de la existencia humana y social.
Detrás del grupo familiar de Arjípenko también hay intelectualidad espiritual, emocional y matemática. Este grupo, en yeso, podría haber sido hecho de masa. Representa un hombre grande, fuerte y sin rasgos distintivos (se tiene la impresión de fortaleza por las jorobas y los bultos), una impresión de mujer, menos vívida, y el vago conocimiento de que hay un niño mezclado en el abrazo general. Los rostros son más bien cuadrados, todo el grupo con los brazos entrelazados, brazos que terminan de repente, sin manos, podría ser el boceto de una futura escultura. Pero cuando uno obtiene una visión clara, se vuelve intensamente más interesante. Queda claro, finalmente, que al representar su idea del amor familiar el escultor ha construido sus figuras con fuerza piramidal; están injertadas entre sí por el amor y el diseño geométrico, sus miembros son tirantes, lazos de fuerza, representan, no a individuos, sino la estructura misma de la vida familiar. No la vida familiar tal como uno la ve, sino lo invisible, lo profundamente emocionalmente invisible, y al hacer su grupo, cuando el escultor se encontró al borde de lo visible —es decir, cuando ya no sentía lo invisible— se detuvo. Por lo tanto, las manos no eran esenciales. Y esta expresión está hecha de la manera más sencilla. Algunos se burlarán de ello, pero otros sentirán el respeto que se le debe a quien simplifica y expresa las cosas profundas de la vida. Se podría decir que así es la literatura en mármol; pero es la escultura más moderna.
El grupo es tan angular, tan cubista, tan feo según las nociones aceptadas, que pocos miran lo suficiente para ver lo que el escultor quiere decir; sin embargo, por extraño que fuera el grupo, sin duda daba una poderosa impresión de unión, el carácter fusionante del lazo familiar, una impresión mucho más poderosa que la que podían dar los grupos en pose académica convencional.  

### José Csaky
Joseph Csaky llegó a París desde su Hungría natal durante el verano de 1908. En el otoño de 1908 compartió un espacio de estudio en Cité Falguière con Joseph Brummer, un amigo húngaro que había abierto la Galería Brummer con sus hermanos. Brummer le mostró a Csaky una escultura en la que estaba trabajando: una copia exacta de una escultura africana del Congo, y le dijo que otro artista en París, un español llamado Pablo Picasso, estaba pintando con el espíritu de las esculturas "negras". 
Viviendo y trabajando en La Ruche en Montparnasse, Csaky exhibió su escultura muy estilizada de 1909 Tête de femme (Retrato de Jeanne) en el Salón de la Société Nationale des Beaux-Arts de 1910, ahora significativamente más allá de la influencia de Auguste Rodin. Al año siguiente expuso una obra protocubista titulada Mademoiselle Douell (1910). 
Las obras protocubistas de Csaky incluyen Femme et enfant (1909), colección Zborovsky, Tête de femme de profil (1909), expuesta en la Société National des Beaux-Arts, 1910, Tête de femme de face (1909). Entre 1910 y 1911, las obras cubistas de Csaky incluían Tête d'homme, Autoportrait, Tête Cubiste (1911), expuestas en el Salón de Otoño de 1911. 
En 1911, Csaky expuso sus esculturas cubistas, incluida Mademoiselle Douell (n.º 1831) en el Salon des Indépendants (21 de abril - 13 de junio) con Arjípenko, Duchamp, Gleizes, Laurencin, La Fresnaye, Léger, Picabia y Metzinger. La exposición provocó un escándalo a partir del cual el cubismo se reveló por primera vez al público general. A partir de esa exposición surgió y se difundió por todo París y más allá.
Cuatro meses más tarde, Csaky expuso en el Salón de otoño (1 de octubre - 8 de noviembre) en la sala XI junto con los mismos artistas, además de Modigliani y František Kupka, su Groupe de femmes (1911-1912), una escultura masiva y muy estilizada en forma de bloque que representa a tres mujeres. En el mismo Salón Csaky expuso Retrato de MSH, núm. 91, su Danseuse (Femme à l'éventail, Femme à la cruche), profundamente facetada, núm. 405, y Tête d'homme (Tête d'adolescent) núm. 328, el primero de una serie de autorretratos que se volverían cada vez más abstractos de acuerdo con su sensibilidad cubista. 
La primavera siguiente, Csaky expuso en el Société des Artistes Indépendants (1913) con el mismo grupo, que incluía a André Lhote, Raymond Duchamp-Villon y Jacques Villon.

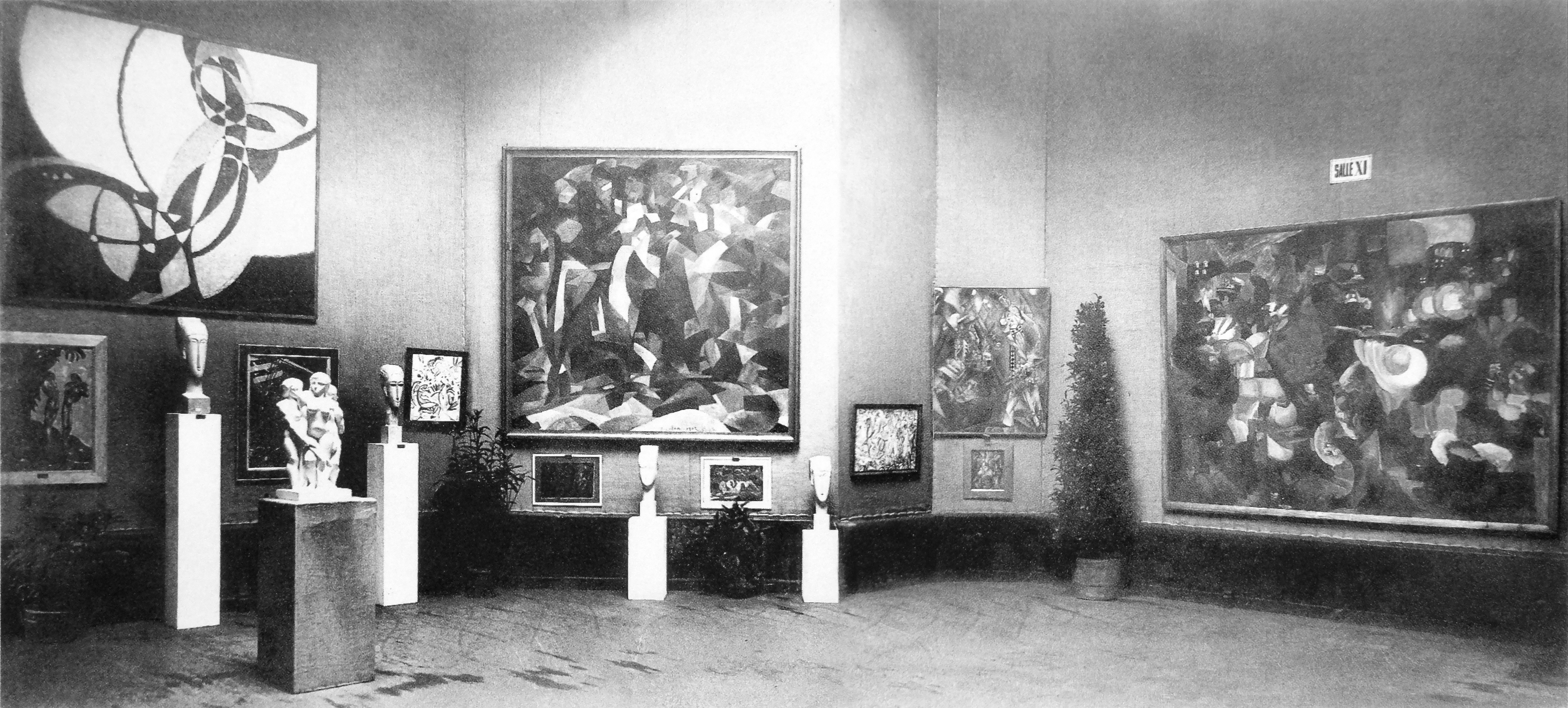
El Salón de Otoño de 1912 en el Grand Palais, reproducido en L'Illustration. Hacia la izquierda se exhibe el Groupe de femmes (1911-1912) de Csaky. Se exponen otras obras de Jean Metzinger, František Kupka, Francis Picabia, Amedeo Modigliani y Henri Le Fauconnier.

Csaky expuso como miembro del grupo de Puteaux en la Galerie La Boétie (10 a 30 de octubre de 1912), con Arjípenko, Duchamp-Villon, La Fresnaye, Gleizes, Gris, Laurencin, Léger, Lhote, Marcoussis, Metzinger, Picabia, Kupka., Villon y Duchamp.
En el Salon des Indépendants de 1913, celebrado del 9 de marzo al 18 de mayo, Csaky expuso su Tête de Femme (Buste de femme) de 1912, una escultura sumamente facetada comprada posteriormente por Léonce Rosenberg.  Las obras cubistas se expusieron en la sala 46. Metzinger expuso su gran L'Oiseau bleu — Albert Gleizes. Les Joueurs de football (Jugadores de fútbol) 1912-13, Galería Nacional de Arte, Washington D. C. - Robert Delaunay The Cardiff Team (L'équipe de Cardiff) 1913, Van Abbemuseum, Eindhoven - Fernand Léger, Le modèle nu dans l'atelier (Modelo desnuda en el estudio) 1912-13, Museo Solomon R. Guggenheim, Nueva York - Juan Gris, L'Homme dans le Café (El hombre en el café) 1912, Museo de Arte de Filadelfia.
Las inspiraciones que llevaron a Csaky al cubismo fueron diversas, como lo fueron para los artistas del Bateau-Lavoir y otros del grupo de Puteaux. Sin duda, la sintaxis geométrica de Cézanne fue una influencia significativa, así como el enfoque científico de la pintura de Seurat. Ante la creciente insatisfacción con los métodos clásicos de representación y los cambios contemporáneos (la revolución industrial, la exposición al arte de todo el mundo), los artistas comenzaron a transformar su expresión. Ahora en el número 9 de la rue Blainville, en el quinto distrito de París, Csaky, junto con los escultores cubistas que vendrían después, estimulado por los profundos cambios culturales y sus propias experiencias, aportó su propio lenguaje artístico personal al movimiento. 
Csaky escribió sobre la dirección que había tomado su arte durante los años cruciales:
"No había ninguna duda sobre cuál era mi camino. Es cierto que no estaba solo, sino en compañía de varios artistas que venían de Europa del Este. Me uní a los cubistas en la Academia La Palette, que se convirtió en el santuario de la nueva dirección en el arte. Por mi parte, no quería imitar a nadie ni a nada. Por eso me uní al movimiento cubista." (Joseph Csaky )
Joseph Csaky contribuyó sustancialmente al desarrollo de la escultura moderna, tanto como pionero en la aplicación de los principios cubistas a la escultura como figura destacada del arte no figurativo de la década de 1920. 

### Raymond Duchamp-Villon

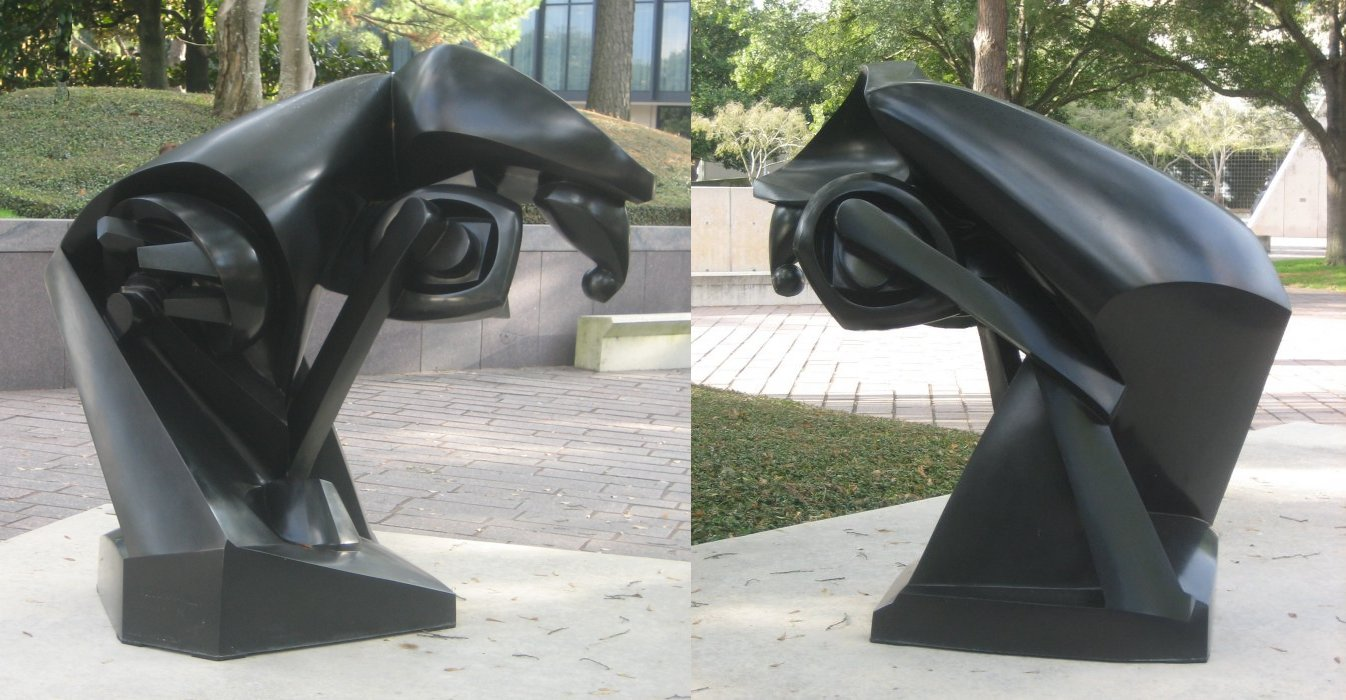
Raymond Duchamp-Villon, Dos vistas de El gran caballo, bronce, 1914, Museo de Bellas Artes, Houston

Aunque se pueden establecer algunas comparaciones entre las características totémicas de tipo máscara de varias esculturas de Gabón, el arte primitivo estaba mucho más allá de las sensibilidades francesas conservadoras visibles en la obra de Raymond Duchamp-Villon. La escultura gótica, por otra parte, parece haberle proporcionado el impulso para expresar nuevas posibilidades de representación humana, de una manera paralela a la proporcionada por el arte africano para Derain, Picasso, Braque y otros. 
Hay que reconocer que Duchamp-Villon expuso desde el principio con los cubistas (Albert Gleizes, Jean Metzinger, Fernand Léger, Henri le Fauconnier, Roger de La Fresnaye, Francis Picabia, Joseph Csaky) en el Salón de otoño de 1912; una manifestación pública cubista masiva que provocó otro escándalo, a raíz de la Société des Artistes Indépendants y el Salón de otoño de 1911. Su papel como arquitecto de la Maison Cubiste (casa cubista) lo llevó al centro de un escándalo político-social que acusó a los cubistas de inspiración estética extranjera. 
Con el mismo grupo, en el que figuraban sus hermanos Jacques Villon y Marcel Duchamp, expuso en el Salón del Grupo de Puteaux en el otoño de 1912.
En Les Peintres Cubistes (1913), Guillaume Apollinaire escribe sobre Duchamp-Villon:
"El fin utilitario que persiguen la mayoría de los arquitectos contemporáneos es la causa que mantiene a la arquitectura considerablemente por detrás de otras artes. El arquitecto, el ingeniero deben construir con intenciones sublimes: erigir la torre más alta, preparar para el tiempo y la hiedra una ruina más bella que cualquier otra, tender sobre un puerto o un río un arco más audaz que el arco iris, componer sobre todo una armonía persistente, la más audaz que el hombre haya conocido jamás.
Duchamp-Villon tiene esta concepción titánica de la arquitectura. Escultor y arquitecto, para él lo único que cuenta es la luz, y para todas las demás artes también, lo único que cuenta es la luz, la luz incorruptible. " (Apollinaire, 1913)

### Jacques Lipchitz

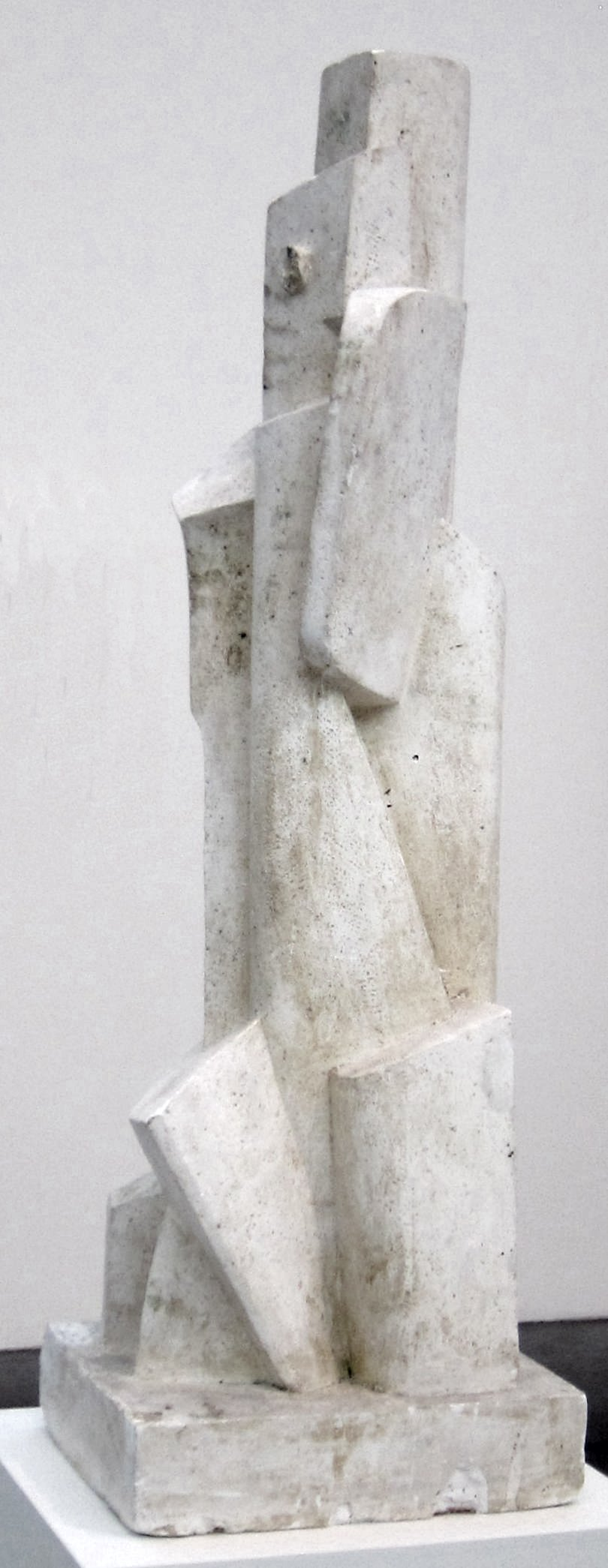
Jacques Lipchitz, 1916, Escultura, yeso, 116,9 x 36,8 x 34,2 cm, Tate Modern

Las primeras esculturas de Jacques Lipchitz, 1911-1912, fueron retratos convencionales y estudios de figuras ejecutados en la tradición de Aristide Maillol y Charles Despiau.  En 1914 se inclinó progresivamente hacia el cubismo, con referencias periódicas a la escultura negra. Su Baigneuse de 1915 es comparable a las figuras de Gabón. En 1916 sus figuras se volvieron más abstractas, aunque menos que las de las esculturas de Brâncuși de 1912-1915.  Baigneuse Assise (70,5 cm) de 1916 recuerda claramente a la Figure de Femme Debout, 1913 (Figure Habillée) de Csaky (80 cm) de 1913), expuesta en París en el Salón de los Independientes en la primavera de 1913, con la misma representación arquitectónica de los hombros, la cabeza, el torso y la parte inferior del cuerpo, ambos con una armadura geométrica angular piramidal, cilíndrica y esférica. Así como algunas de las obras de Picasso y Braque de la época son prácticamente indistinguibles, también lo son las esculturas de Csaky y Lipchitz; sólo que la de Csaky es anterior a la de Lipchitz en tres años. 
Al igual que Arjípenko y Csaky, tanto Lipchitz como Henri Laurens conocían el arte africano primitivo, aunque esto apenas era evidente en sus obras. Lipchitz coleccionó arte africano a partir de 1912, pero Laurens, de hecho, parece no haberse visto afectado en absoluto por el arte africano. Tanto sus primeros relieves como sus esculturas tridimensionales abordan problemas planteados por los pintores cubistas en primer lugar. Lipchitz y Laurens se preocuparon por dar sustancia tangible a la idea expresada por primera vez por Jean Metzinger en su Note sur la peinture  de 1910 de vistas múltiples simultáneas. "Estaban", como señala Goldwater, "sin duda impresionados por la tridimensionalidad natural de la escultura africana y por su interacción rítmica de sólidos y vacíos relacionados. Pero en su frontalidad y masa, aunque a menudo compuesta de formas cúbicas, era todo menos cubista y, de hecho, era fundamentalmente anticubista en su concepción".  El escultor africano, escribe Goldwater, "ya fuera que sus formas tuvieran contornos rectangulares, elípticos o redondos, y ya fuera que cortara poco o mucho el cilindro de madera fresca con el que comenzó, se contentaba con mostrar un aspecto de su figura a la vez". Goldwater continúa: "Logró su efecto tridimensional "instintivo" mediante una calculada simplificación y separación de las partes que permitía al ojo captar cada una de ellas como una masa unificada y coherente. El escultor cubista, por otra parte, deseaba "hacer girar su figura" mostrando o sugiriendo simultáneamente planos frontales y ortogonales, aplanando diagonales y haciendo girar a la vista otras superficies ocultas". 

### Henri Laurens
Algún tiempo después de las figuras escultóricas de Joseph Csaky de 1911-14, consistentes en formas cónicas, cilíndricas y esféricas, el escultor francés Henri Laurens emprendió una traducción de la forma bidimensional a la forma tridimensional. Había conocido a Braque en 1911 y expuso en el Salón del Grupo de Puteaux en 1912, pero su actividad madura como escultor comenzó en 1915 después de experimentar con diferentes materiales. 

### Umberto Boccioni

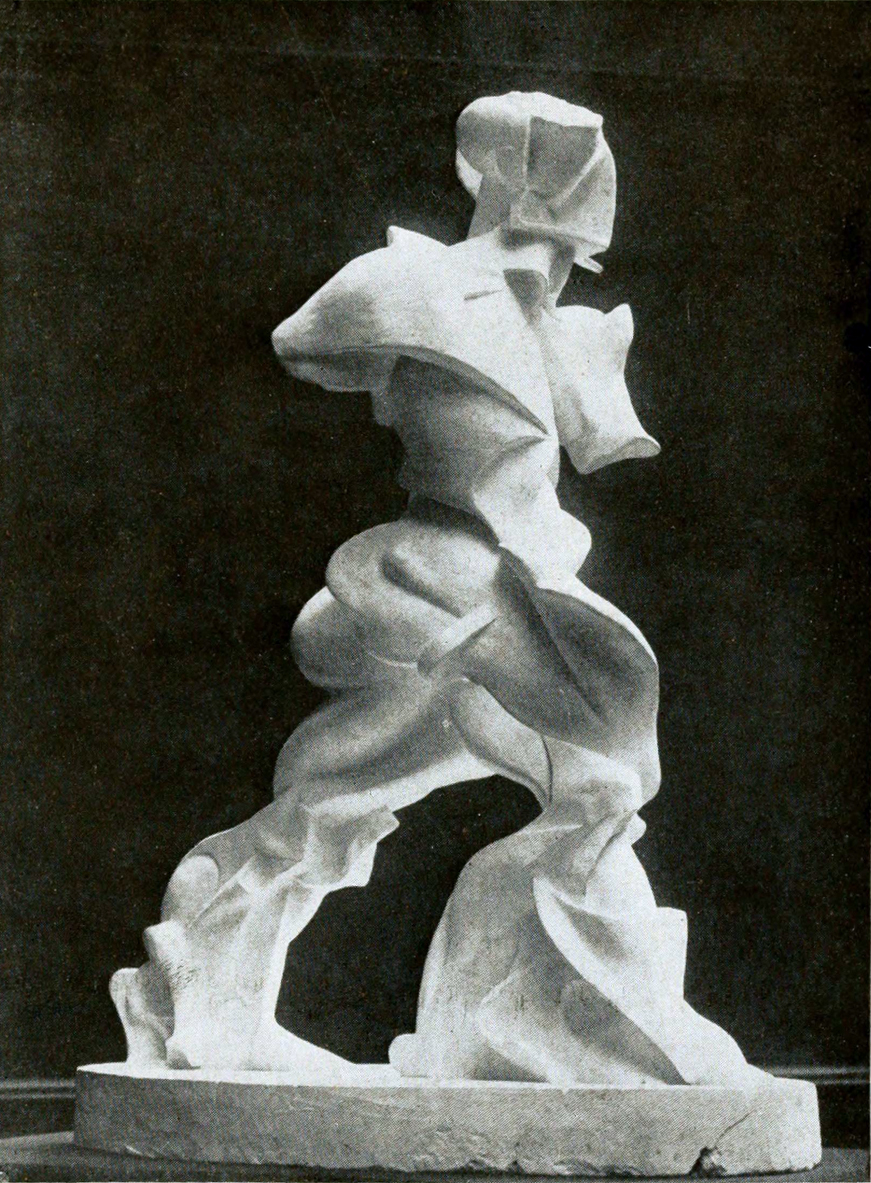
Umberto Boccioni, c.1912, Expansión en espiral de músculos en acción, yeso

Umberto Boccioni expuso sus esculturas futuristas en París en 1913 después de haber estudiado las obras de Arjípenko, Brâncuși, Csaky y Duchamp-Villon. Boccioni tenía formación en pintura, como sus colegas futuristas, pero a diferencia de otros se sintió impulsado a adaptar los temas y las facetas atmosféricas del futurismo a la escultura.  Para él, el movimiento físico es relativo, en oposición al movimiento absoluto. El futurista no tenía intención de abstraer la realidad. "No estamos contra la naturaleza", escribió Boccioni, "como creían los inocentes retardataires del realismo y el naturalismo, sino contra el arte, es decir, contra la inmovilidad".   Aunque esto era común en la pintura, era bastante nuevo en la escultura. Boccioni expresó en el prefacio del catálogo de la Primera Exposición de Escultura Futurista su deseo de romper el estancamiento de la escultura mediante la utilización de materiales diversos y la coloración gris y negra de los bordes del contorno (para representar el claroscuro). Aunque Boccioni había atacado a Medardo Rosso por adherirse estrechamente a los conceptos pictóricos, Lipchitz describió las "Formas únicas" de Boccioni como un concepto de relieve, así como una pintura futurista traducida a tres dimensiones. 

### Constantin Brâncuşi
Las obras de Constantin Brâncuși difieren considerablemente de otras por la falta de facetas planas severas a menudo asociadas con las de cubistas prototípicos como Arjípenko, Csaky y Duchamp-Villon (ellos ya son muy diferentes entre sí). Sin embargo, lo que tienen en común es la tendencia hacia la simplificación y la representación abstracta.
Antes de revisar las obras de Brâncuși, Arthur Jerome Eddy escribe sobre Wilhelm Lehmbruck:
"Las dos figuras femeninas expuestas por Lehmbruck eran simplemente prolongaciones decorativas de formas naturales. En cuanto a la técnica, eran bastante convencionales. Su modelado seguía líneas puramente clásicas, mucho más severamente clásicas que gran parte de la obra realista de Rodin."
Las cabezas de Brâncuși eran idealistas en extremo, el escultor llevó sus teorías de masa y forma tan lejos que perdió deliberadamente toda semejanza con la realidad. Utiliza a sus sujetos como motivos más que como modelos. En este aspecto no se diferencia mucho de los grandes artistas japoneses y chinos (aunque es más extremista), que utilizan la vida y la naturaleza arbitrariamente para conseguir los resultados que desean.
Tengo una cabeza de bronce dorado, una “Musa durmiente”, de Brâncuși, tan simple, tan severa en su belleza, que podría haber venido de Oriente.
De esta cabeza y otras dos piezas de escultura exhibidas por Brâncuși en julio de 1913, en la Exposición de Artistas Aliados en Londres, Roger Fry dijo en The Nation, 2 de agosto: Las esculturas de Constantin Brâncuși, creo, no se han visto antes en Inglaterra. Sus tres cabezas son las obras escultóricas más notables del Albert Hall. Dos son de latón y uno de piedra. Demuestran una habilidad técnica casi inquietante, una habilidad que podría llevarlo, a falta de un propósito imaginativo imperioso, a convertirse en un brillante pasticheur. Pero a mí me parecía que había pruebas de una convicción apasionada: que la simplificación de las formas no era un mero ejercicio de diseño plástico, sino una interpretación real del ritmo de la vida. Estas formas abstractas y vívidas en las que comprime sus cabezas dan una representación vívida del carácter; no son abstracciones vacías, sino que están llenas de un contenido que ha sido comprendido clara y apasionadamente. 
Eddy profundiza sobre Brâncuși y Arjípenko:
"Es cuando llegamos al trabajo de Brâncuși y Arjípenko que encontramos los ejemplos más sorprendentes de la reacción en líneas puramente creativas.
La naturaleza queda deliberadamente muy atrás, tan atrás como en los cuadros cubistas, y por razones muy parecidas.
De todas las esculturas de la Exposición Internacional de Armería, las dos piezas que provocaron más burlas fueron el Retrato de mademoiselle Pogany, de forma ovalada, de Brâncuși, y La vida familiar de Arjípenko.
Ambas son obras creativas, productos de la imaginación, pero en su inspiración son fundamentalmente diferentes. 

## Durante la Primera Guerra Mundial
En junio de 1915, el joven escultor moderno Henri Gaudier-Brzeska murió en la guerra. Poco antes de su muerte escribió una carta y la envió a sus amigos en Londres:
Llevo dos meses luchando y ahora puedo medir la intensidad de la vida. [...]

 Sería una locura buscar emociones artísticas en estas pequeñas obras nuestras. [...]
Mis puntos de vista sobre la escultura siguen siendo absolutamente los mismos.
Es el vórtice de la voluntad, de la decisión, el que comienza.
Mis emociones las derivaré únicamente de la disposición de las superficies. Presentaré mis emociones a través de la disposición de mis superficies, los planos y líneas por los que se definen.
Así como esta colina, donde los alemanes están sólidamente atrincherados, me produce una sensación desagradable, únicamente porque sus suaves laderas están interrumpidas por terraplenes que proyectan largas sombras al atardecer, así también me producirá una sensación, sea cual sea su definición, una estatua en función de sus pendientes, variadas hasta el infinito.
He hecho un experimento. Hace dos días le arrebaté a un enemigo un fusil mauser. Su forma pesada y difícil de manejar me inundó con una poderosa imagen de brutalidad.
Estuve mucho tiempo dudando si me agradaba o me desagradaba.
Descubrí que no me gustó.
Rompí la parte trasera y con mi cuchillo tallé en ella un diseño, a través del cual intenté expresar un orden de sentimientos más suave, que era el que yo prefería.

Pero quiero destacar que mi diseño obtuvo su efecto (al igual que el arma) a partir de una composición muy simple de líneas y planos. (Gaudier-Brzeska, 1915) 

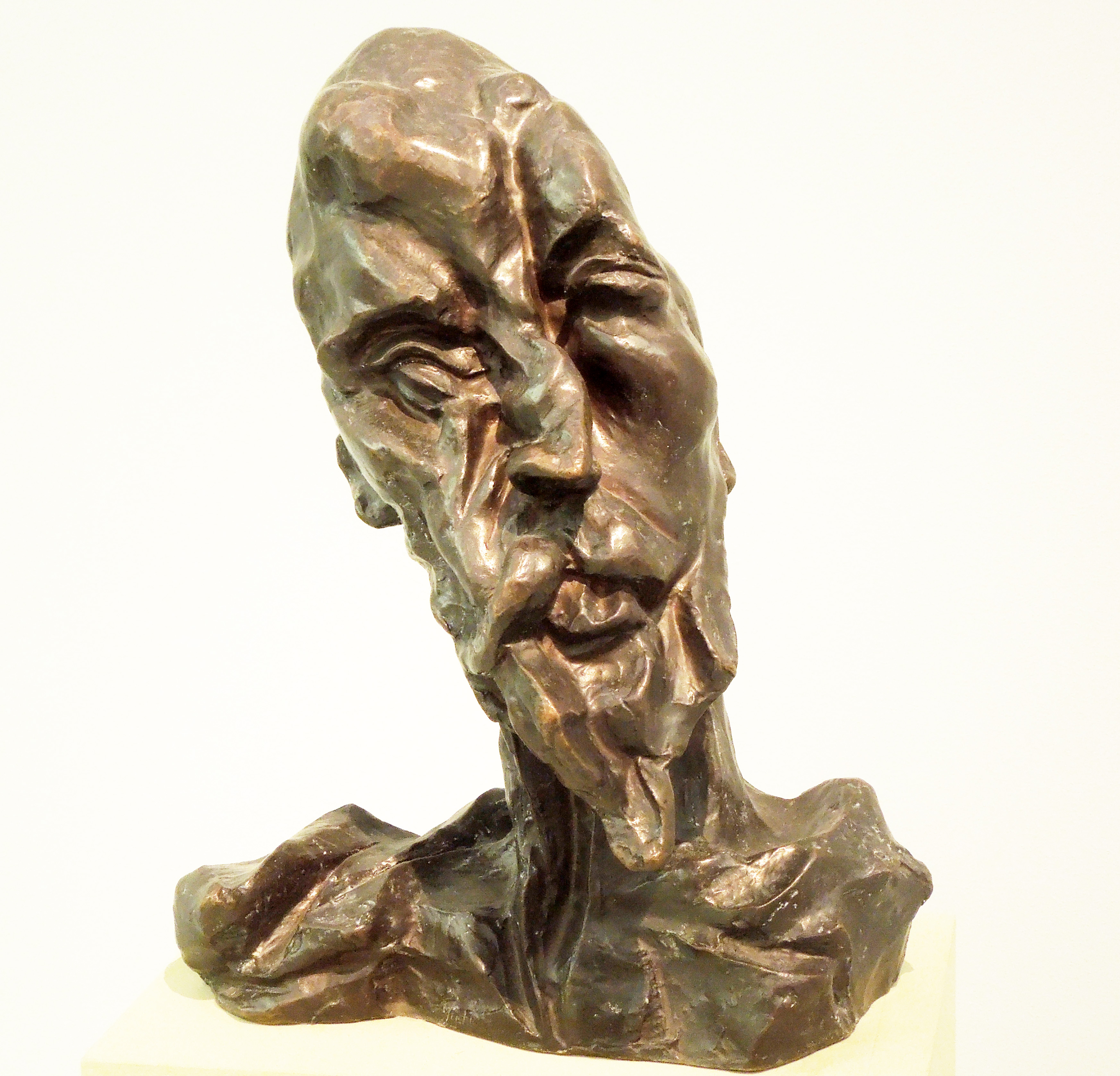
Otto Gutfreund, Don Quixote, 1911–12

La experimentación en el arte tridimensional había llevado la escultura al mundo de la pintura, con soluciones pictóricas únicas. En 1914 estaba claro que la escultura se había acercado inexorablemente a la pintura, convirtiéndose en un experimento formal, inseparable uno del otro. 
A principios de la década de 1920, se habían realizado importantes esculturas cubistas en Suecia (por el escultor Bror Hjorth), en Praga (por Otto Gutfreund y su colaborador Emil Filla), y al menos dos escultores "cubofuturistas" dedicados formaban parte del personal de la escuela de arte soviética Vjutemás en Moscú (Boris Korolev y Vera Mújina).
El movimiento había seguido su curso alrededor de 1925, pero los enfoques cubistas de la escultura no terminaron sino que se convirtieron en una influencia omnipresente, fundamental para los desarrollos relacionados del constructivismo, el purismo, el futurismo, Die Brücke, De Stijl, Dada, el arte abstracto, el surrealismo y elart déco.

## Artistas asociados a la escultura cubista
- Augusto Agero
- Alexander Archipenko
- Jean Arp
- Umberto Boccioni
- Antoine Bourdelle
- Constantin Brâncuși
- Henri Gaudier-Brzeska
- Joseph Csaky
- André Derain
- Emil Filla
- Naum Gabo
- Pablo Gargallo
- Paul Gauguin
- Alberto Giacometti
- Julio González
- Ernst Ludwig Kirchner
- Henri Laurens
- Wilhelm Lehmbruck
- Jacques Lipchitz
- Henri Matisse
- Gustave Miklos
- Amedeo Modigliani
- László Moholy-Nagy
- Henry Moore
- Chana Orloff
- Antoine Pevsner
- Pablo Picasso
- Auguste Rodin
- Edwin Scharff
- Raymond Duchamp-Villon
- William Wauer
- Ossip Zadkine

## Galería

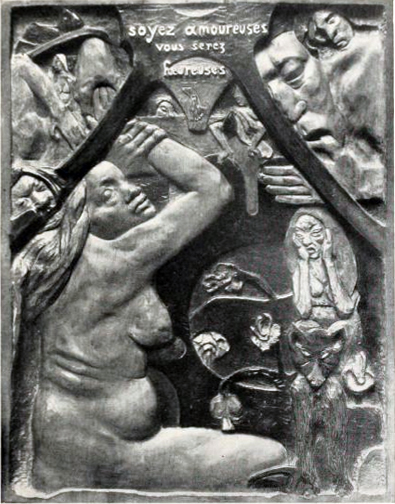
Paul Gauguin, Soyez amoureuses vous serez heureuses, relieve, 97 × 75 cm, Museo de Bellas Artes (Boston)
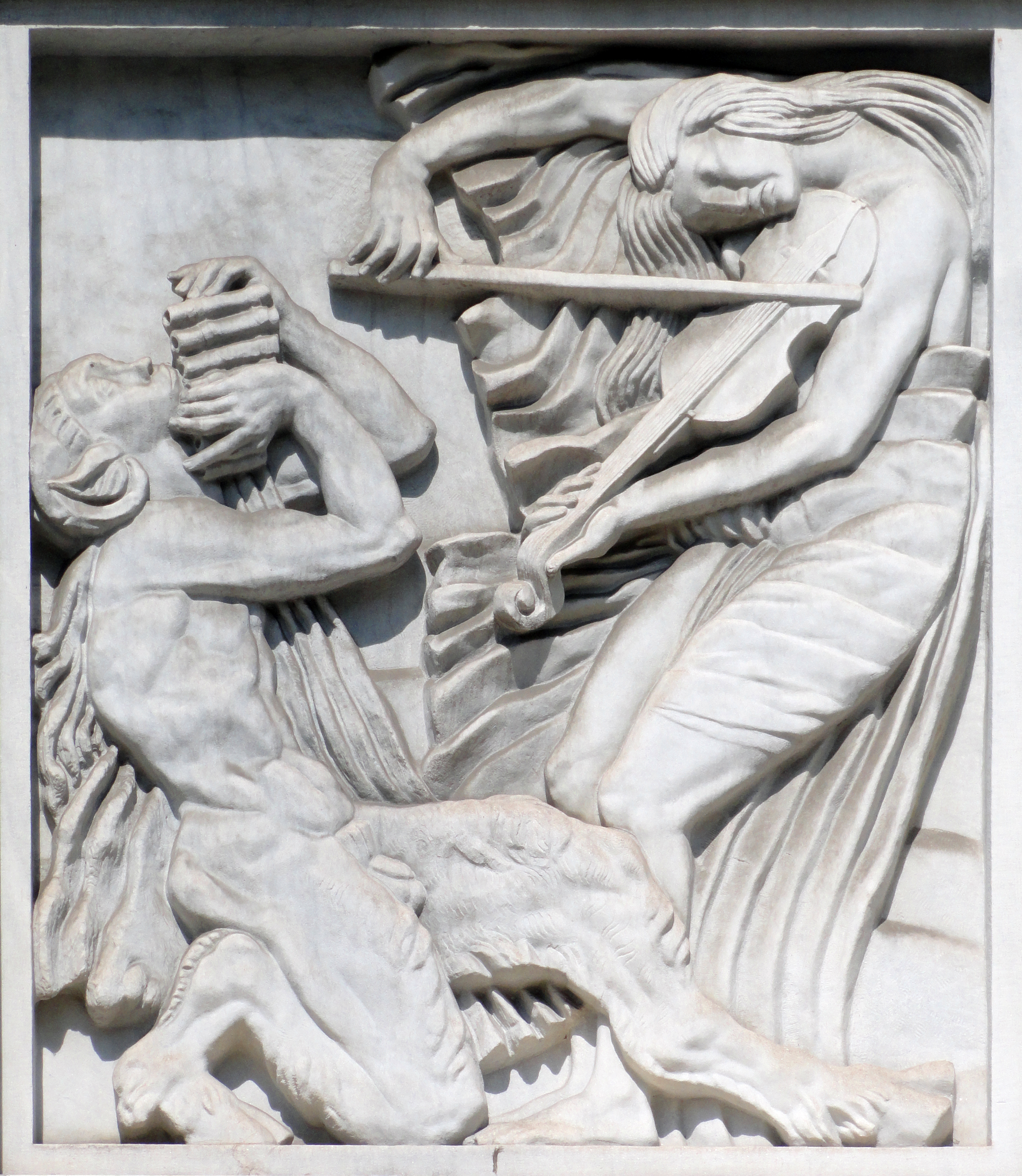
Antoine Bourdelle, 1910–12, La Musique, bas-relief, Teatro de los Campos Elíseos, París
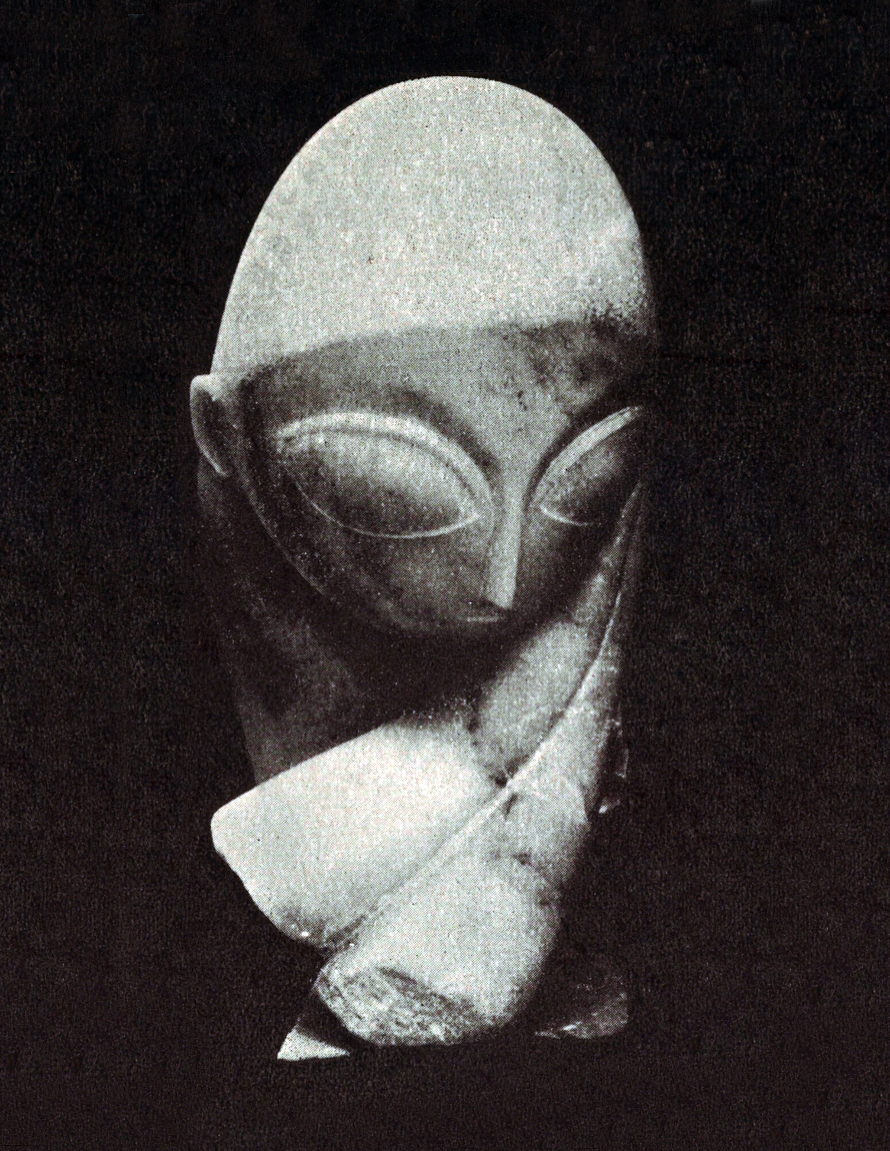
Constantin Brâncuși, 1912, Portrait of Mlle Pogany, Museo de Arte de Filadelfia. Armory Show tarjeta postal
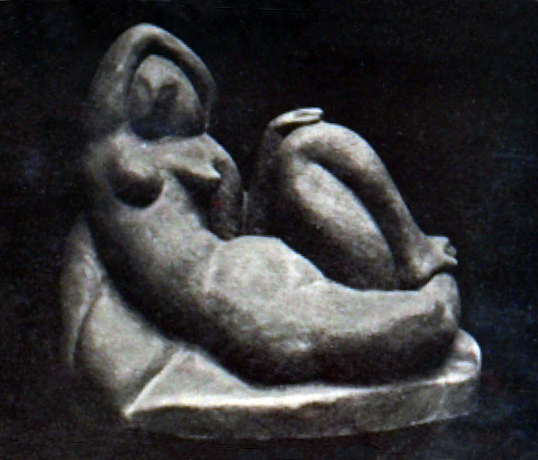
Oleksandr Arjípenko, 1912, Le Repos, Armory Show tarjeta postal publicada en 1913
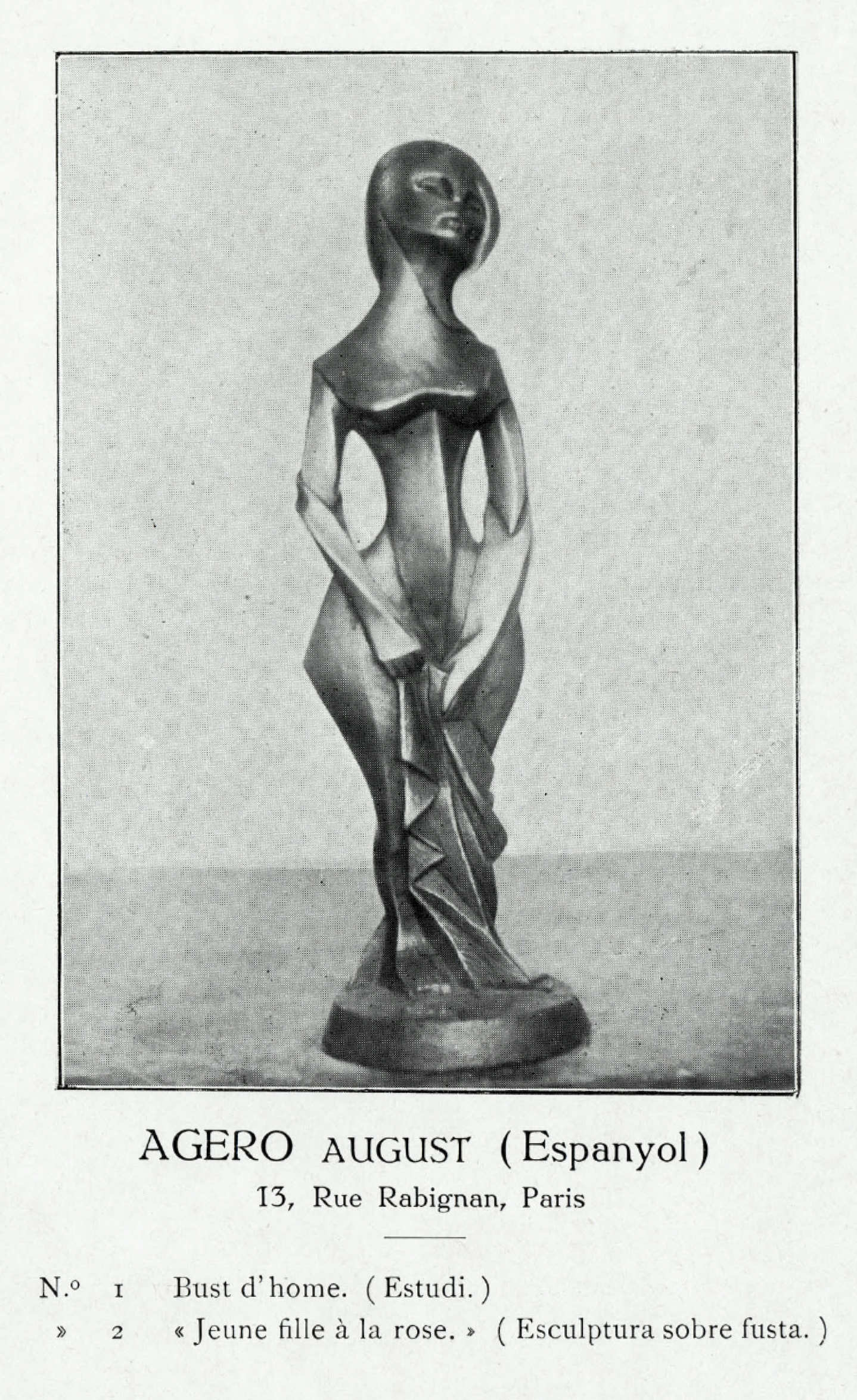
August Agero, c.1911-12, Jeune fille à la rose, escultura de madera, Exposició d'Art Cubista, Galerías Dalmau, Barcelona, 1912, catálogo
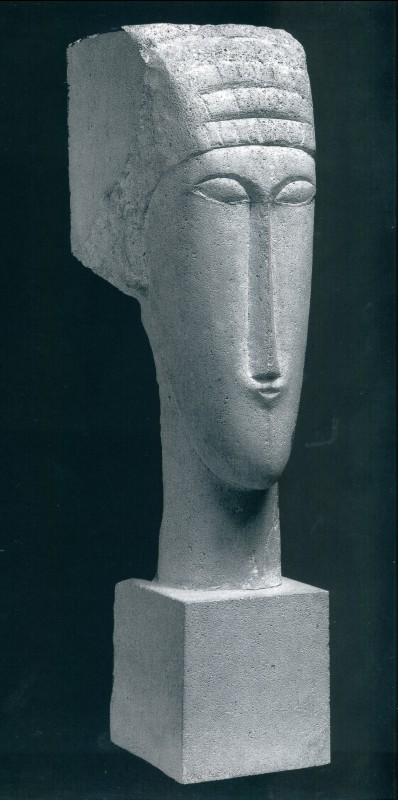
Amedeo Modigliani, c.1912, Female Head
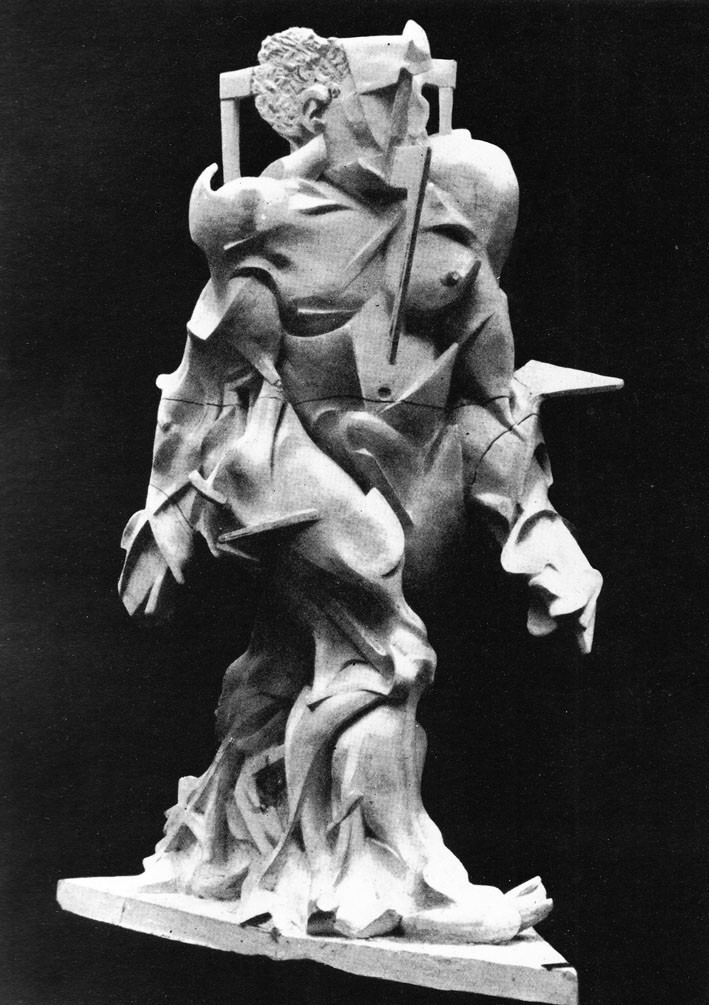
Umberto Boccioni, 1913, Synthèse du dynamisme humain (Síntesis del dinamismo humano), escultura destruida.
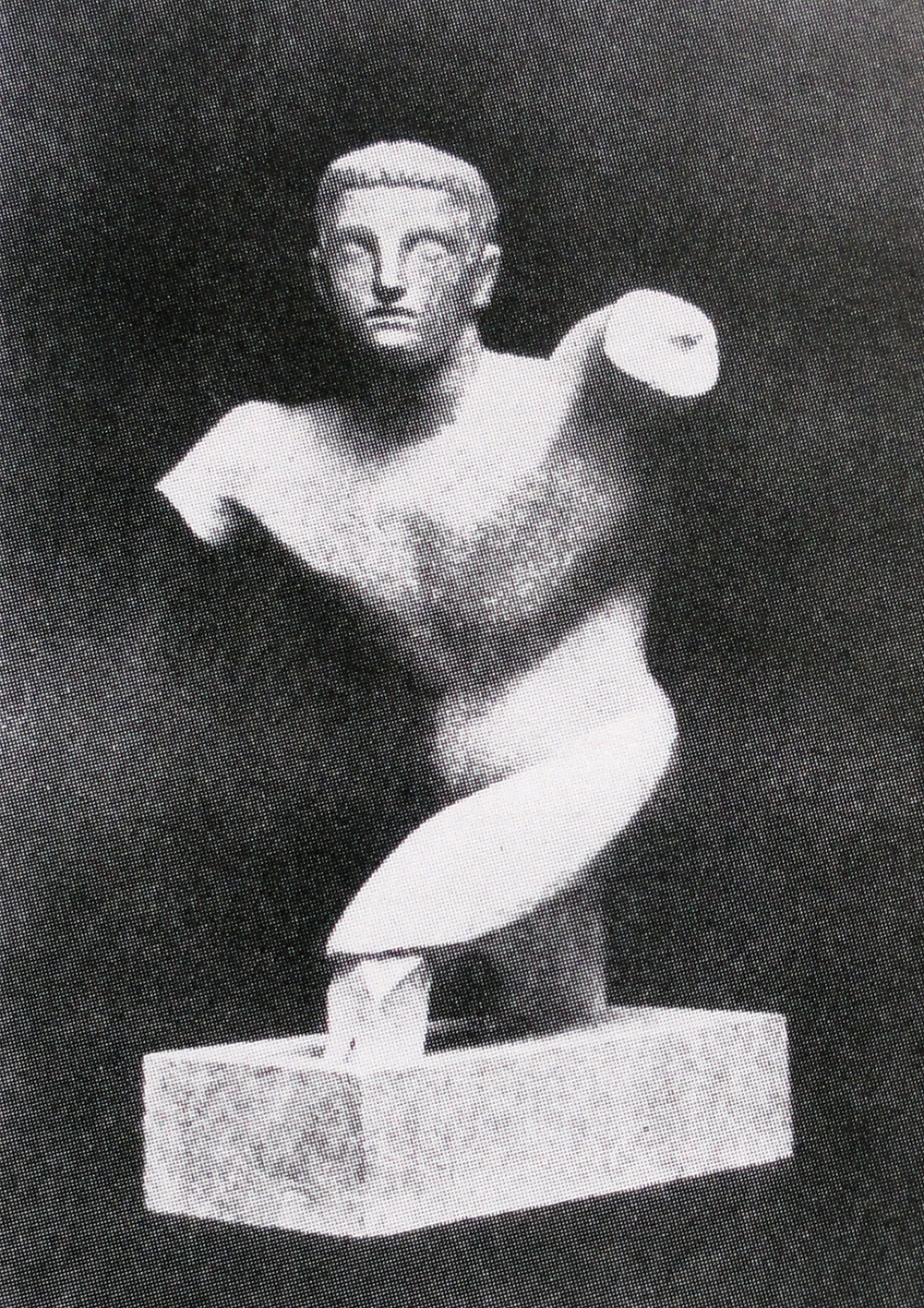
Raymond Duchamp-Villon, 1910, Torse de jeune homme (Torso de un hombre joven), terracotta, Armory Show tarjeta postal, publicada en 1913
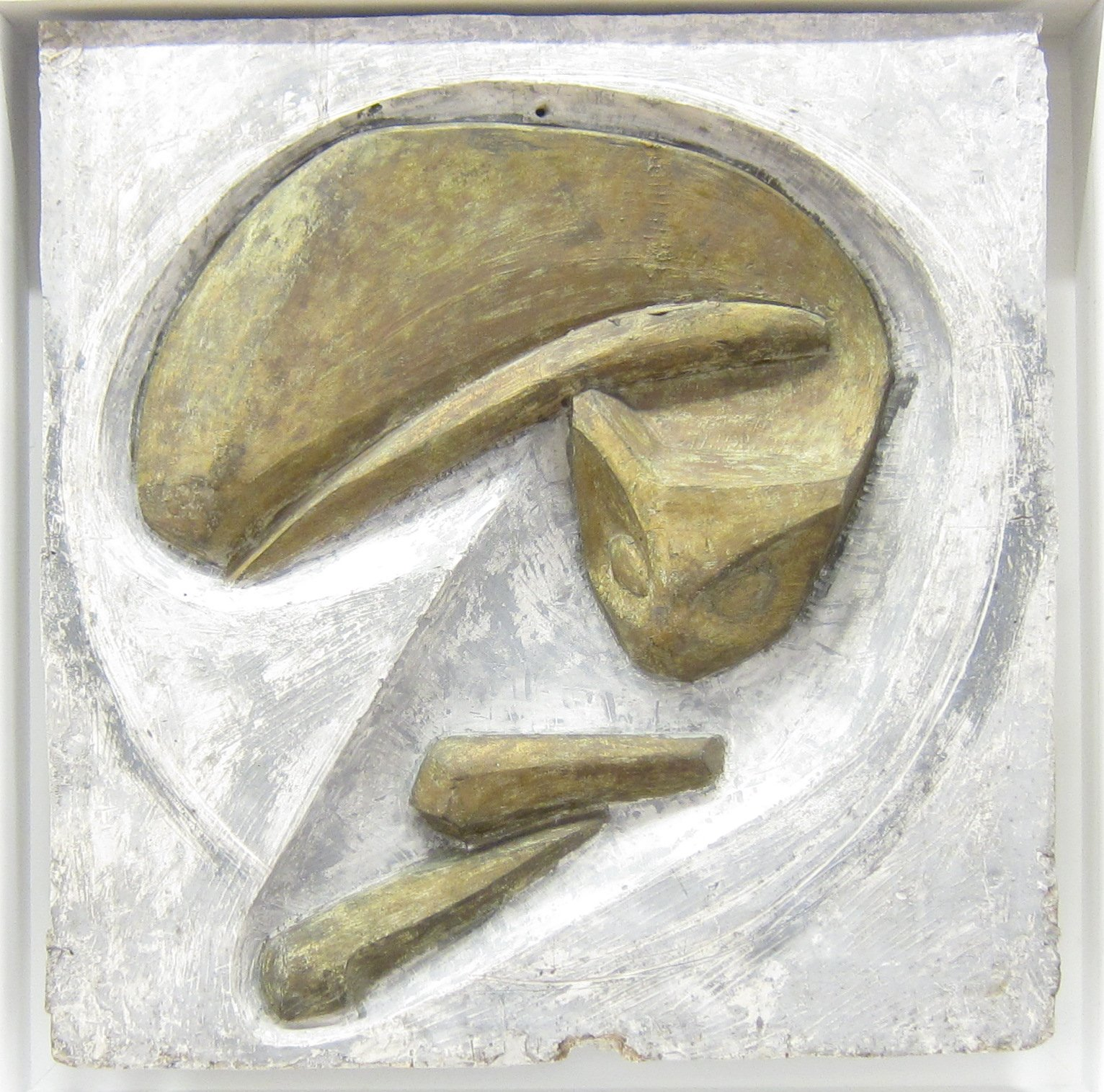
Raymond Duchamp-Villon, 1913, Le chat (El gato), Centro Pompidou, Paris
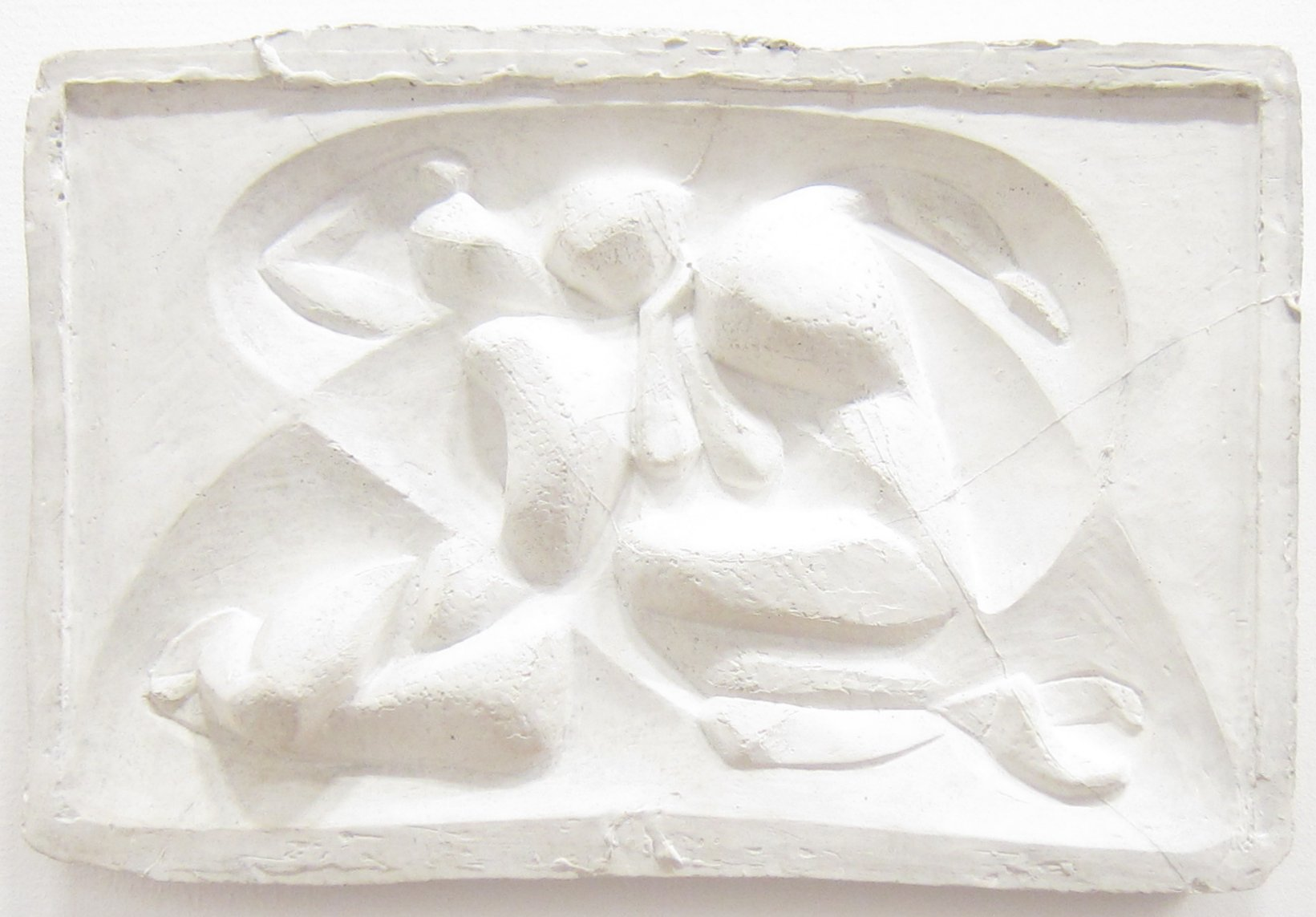
Raymond Duchamp-Villon, 1913, Les amants II, Centro Pompidou, Paris
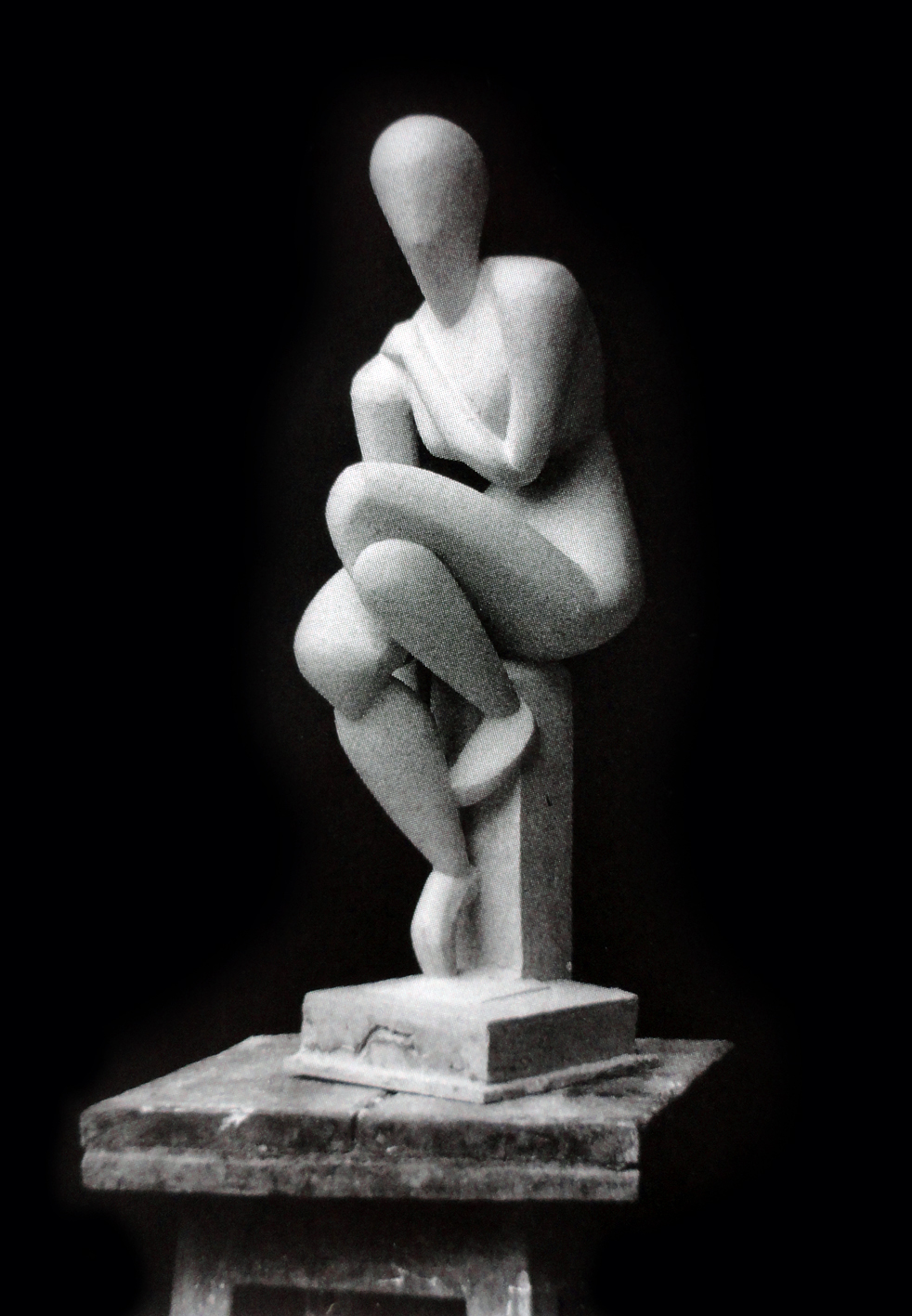
Raymond Duchamp-Villon, 1914, Femme assise, yeso, 65.5 cm, fotografía de Duchamp-Villon
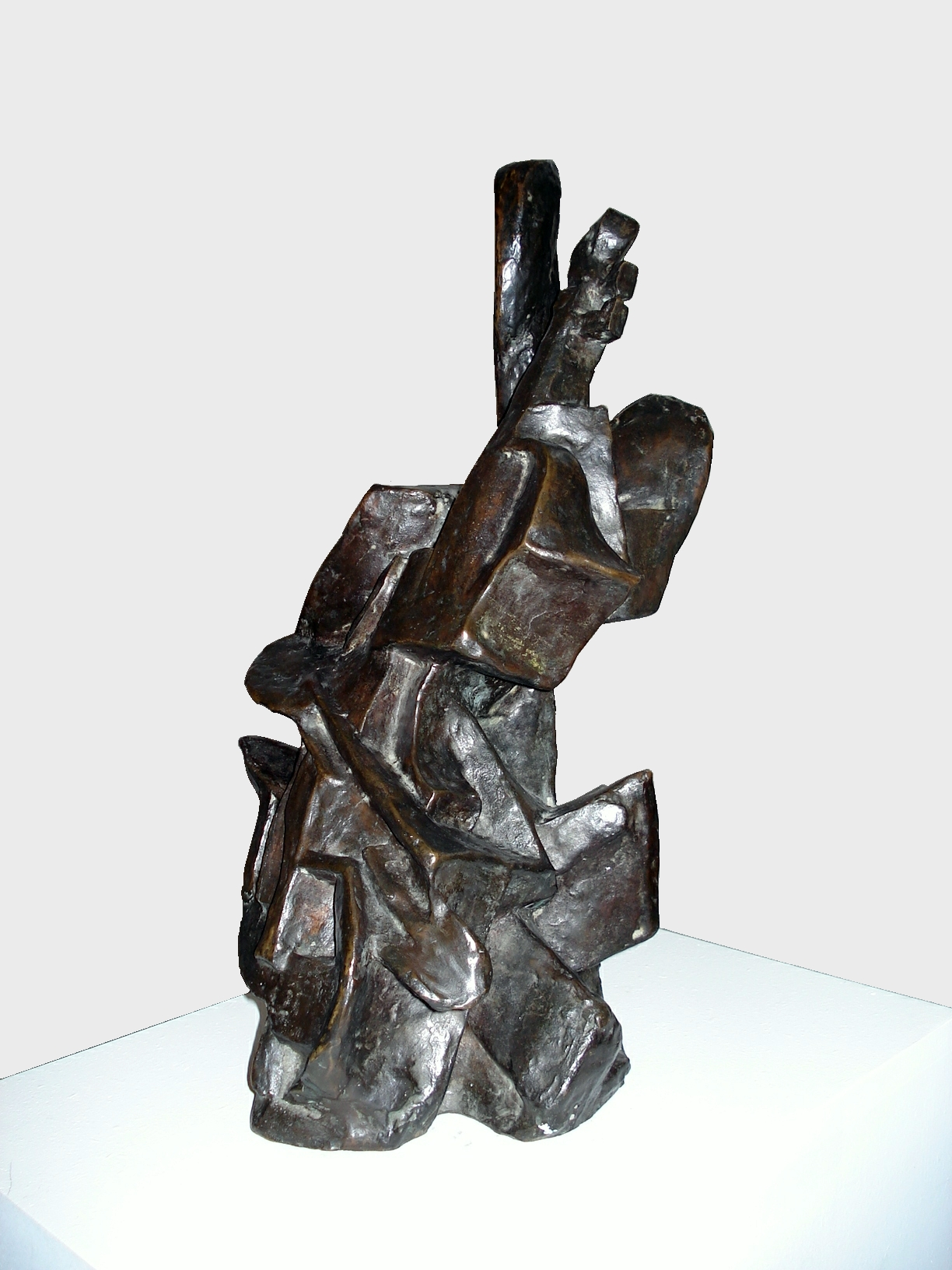
Otto Gutfreund, 1912–13, Cellista (Violonchelista), Museo Kampa, Praga